# Chronik des Bürgerkriegs in Syrien 2014

Stand des Konflikts Juni 2014
von den syrischen Sicherheitskräften gehaltene Städte
von Rebellen eroberte Städte
umkämpfte Städte bzw. unklare Situation
von kurdischen Streitkräften gehaltene Städte

Die Chronik des Bürgerkriegs in Syrien 2014 erfasst die Ereignisse des Bürgerkriegs in Syrien im Jahr 2014.

## Januar
Am 3. Januar gab die Organisation Ärzte ohne Grenzen bekannt, dass fünf ihrer Helfer im Norden Syriens durch Unbekannte verschleppt worden seien.
Bis zum 4. Januar wurden in den Provinzen Aleppo und Idlib nach Angaben der Syrischen Beobachtungsstelle für Menschenrechte mindestens 60 Menschen im Rahmen einer seit zwei Tagen andauernden gemeinsamen Offensive verschiedener gemäßigter Rebellengruppen gegen die Kämpfer der radikalislamistischen ISIL (Islamischer Staat im Irak und der Levante) getötet. Es handelt sich nach Angaben von Aktivisten um die schwersten Kämpfe zwischen Rebellengruppen seit Beginn des Krieges. Im Dorf Harem, etwa zwei Kilometer von der türkischen Grenze, hätten ISIL-Kämpfer ein Massaker an 30 Gefangenen verübt, nachdem sie von anderen Rebellen umzingelt worden waren. Monzer Akbik, Vertreter der Nationalkoalition syrischer Revolutions- und Oppositionskräfte, erklärte die Angriffe als Reaktion der Freien Syrischen Armee (FSA) auf die „autoritäre Unterdrückung“ durch ISIL. Das syrische Volk weise Versuche von al-Qaida, sich in den befreiten Gebieten zu etablieren, entschieden zurück.
Am 5. Januar wurden die Kämpfe zwischen verschiedenen Rebellengruppen im Norden Syriens fortgesetzt. Nach Angaben von Aktivisten hätten Kämpfer einer neuen Allianz verschiedener Rebellengruppen drei wichtige Kommandeure der radikalislamistischen ISIL getötet und 170 ihrer Kämpfer gefangen genommen. Umgekehrt seien zahllose von ISIL inhaftierte Syrer befreit worden. Die ISIL-Kämpfer seien aus Saraqeb, Maarat al-Numan und dem Grenzort Bab al-Hawa in der Provinz Idlib, sowie Marae und Tal Rifaat in der Provinz Aleppo vertrieben worden. Als Reaktion auf die Angriffe drohte ISIL in einem Statement über den Kurznachrichtendienst Twitter, seine Kämpfer aus von den Rebellen gehaltenen Stadtteilen Aleppos abzuziehen und so den syrischen Regierungstruppen preiszugeben. Zur gleichen Zeit fanden in der irakischen Provinz Anbar heftige militärische Auseinandersetzungen zwischen Einheiten von ISIL und irakischen Regierungstruppen um die Städte Ramadi und Fallujah statt. Bei einem zweitägigen Treffen in der Türkei bestätigte die Dachorganisation der syrischen Exilopposition „Nationalkoalition syrischer Revolutions- und Oppositionskräfte“ (SNC) Ahmed Dscharba für weitere sechs Monate als Vorsitzenden. Er konnte in der Abstimmung eine knappe Mehrheit gegen den früheren syrischen Premierminister Rijad Hidschab, der sich im August 2012 mit seiner Familie nach Jordanien abgesetzt hatte, hinter sich vereinigen. Im nordlibanesischen Tripoli kam es zum wiederholten Mal zu Schusswechseln zwischen Anhängern und Gegnern des syrischen Präsidenten Baschar al-Assad. Dabei wurde ein Mensch getötet und sechs weitere verletzt.
Am 6. Januar dehnten sich die Gefechte zwischen Kämpfern der radikalislamischen ISIL und anderen Rebellengruppen auf die rund 400 Kilometer nordöstlich von Damaskus gelegene Stadt Raqqa aus. Raqqa, die einzige von Rebellen kontrollierte Provinzhauptstadt Syriens, war von den Islamisten im März 2013 eingenommen worden.
Am 7. Januar wurden nach Angaben der Organisation für das Verbot chemischer Waffen (OPCW) im Hafen von Latakia erstmals Container mit Bestandteilen chemischer Waffen auf ein dänisches Frachtschiff verladen. Das Transportschiff nahm danach wieder eine Warteposition in internationalen Gewässern ein bis weiteres Material geladen werden kann. Es wurde dabei von Kriegsschiffen aus Norwegen, Dänemark, Russland und China gesichert. Die syrische Regierung hatte sich in Folge internationalen Drucks nach den Giftgasangriffen von Ghuta zur Übergabe ihres Potentials an chemischen Waffen an die Internationale Gemeinschaft verpflichtet. Die Substanzen sollen nach Italien transportiert werden, von wo die gefährlichsten Bestandteile auf das US-amerikanische Spezialschiff MV Cape Ray verbracht und dort zerstört werden sollen. Verschiedene Beobachtergruppen vermeldeten den Tod von bis zu 71 ISIL-Kämpfern in den Kämpfen der letzten drei Tage. Weiterhin wurde angegeben, dass mehrere Kämpfer der ISIL, die bei den oppositionsinternen Kämpfen durch andere Rebellen gefangen genommen wurden, sich aber nicht als Syrer identifizieren konnten, hingerichtet wurden.
Am 8. Januar bezifferten Oppositionsaktivisten die Gesamtzahl der Toten in den internen Auseinandersetzungen auf bisher mehr als 274. Sie wiesen auch auf einen Aufruf hin, der der ISIL zugerechnet wird, und in dem ein Sprecher die Kämpfer zur Vernichtung von FSA und anderen Oppositionsgruppen aufruft. Deren Anhänger sollen demnach getötet werden, wo auch immer sie angetroffen werden. Bei der Einnahme des bisherigen Hauptquartiers der ISIL in einem ehemaligen Kinderkrankenhaus in Aleppo durch Kämpfer der verbündeten anderen Rebellenkräfte wurden rund 300 Gefangene befreit, darunter Journalisten, Aktivisten und Rebellenkämpfer. Im Sicherheitsrat der Vereinten Nationen (UN) blockierte der Vertreter Russlands erneut eine Erklärung, in der die seit dem 15. Dezember 2013 andauernden Luftangriffe der syrischen Luftwaffe auf Aleppo verurteilt werden sollten. In dem von Großbritannien vorgelegten Text wurde die syrische Regierungsarmee für den Tod von mehr als 700 Menschen und die Verletzung 3.000 weiterer verantwortlich gemacht.
Am 9. Januar erklärte der deutsche Außenminister Frank-Walter Steinmeier, dass Deutschland bereit sei, sich an der Beseitigung der syrischen Chemiewaffen zu beteiligen. Deutschland verfüge über die technischen Fähigkeiten und sollte sich deshalb nicht verweigern. Bei einem Autobombenanschlag im Dorf al-Kafat in Zentralsyrien wurden nach Angaben der Syrischen Beobachtungsstelle für Menschenrechte (SOHR) mindestens 18 Menschen getötet und zahlreiche weitere verletzt, darunter viele Frauen und Kinder. Al-Kafat wird überwiegend von Angehörigen der schiitischen Minderheit bewohnt und von syrischen Regierungstruppen kontrolliert.
Am 10. Januar berichteten syrische staatliche Medien, dass Truppen, die loyal zu Präsident Assad stehen, einen Versuch von Rebellen, den Belagerungsring um Homs zu durchbrechen, vereitelt hätten. Die Medien berichteten von 37 getöteten Rebellenkämpfern, während Oppositionsquellen von mindestens 45 toten Kämpfern ausgingen. Im spanischen Córdoba beendeten Vertreter eines weiten Spektrums von Oppositions- und Rebellengruppen ein zweitägiges Treffen. Es wurde ein Koordinationsgremium eingesetzt, eine Einigung bezüglich der Teilnahme an den für den 22. Januar geplanten Friedensgesprächen in Genf konnte nicht erzielt werden.
Am 12. Januar erklärte die UN-Nothilfekoordinatorin Valerie Amos anlässlich eines Besuchs in Syrien, die Vereinten Nationen (UN) benötigten wenigstens 6,5 Mrd. Dollar für die Unterstützung der Opfer des seit drei Jahren andauernden Konfliktes in Syrien. Außer den über zwei Millionen Flüchtlingen im Ausland gebe es weitere vier Millionen, die im Inland auf Hilfe angewiesen seien. Rund 2,5 Millionen von ihnen seien aufgrund von Kämpfen oder Belagerungen nur schwer für humanitäre Helfer zu erreichen. In einem Kommuniqué forderten die Freunde Syriens bei einem Außenministertreffen die syrische Opposition auf, sich an der geplanten Friedenskonferenz in Genf zu beteiligen. Im Norden und Osten Syriens wurden nach Angaben der Aktivisten der SOHR seit Beginn der Offensive mehrerer Rebellengruppen gegen die Kämpfer der ISIL mehr als 700 Menschen getötet. Die Regierungsarmee konnte nach Angaben der Beobachtungsstelle in Folge der Kämpfe unter den Rebellen die Stadt Nakarin bei Aleppo einnehmen. Nach Angaben von Aktivisten konnten Kämpfer der ISIL einen Großteil der an andere Rebellengruppen verlorenen Gebiete zurückerobern, vor allem im Bereich von ar-Raqqa und den Grenzübergang zur Türkei in Tel-Abyad. ISIL Angehörige hätten bei den Kämpfen in der Umgebung von Raqqa rund 100 Kämpfer rivalisierender islamistischer Gruppierungen, einschließlich des örtlichen Kommandeurs der al-Nusra-Front, gefangen genommen und hingerichtet. Nach verschiedenen Berichten wurden im Lande zahlreiche Menschen bei Angriffen von Regierungstruppen getötet, darunter allein erneut 21 bei Luftangriffen mit sog. Fassbomben auf die Stadt al-Bab in der Provinz Aleppo.
Am 13. Januar erklärten die Außenminister der Vereinigten Staaten, John Kerry, und Russlands, Sergei Lawrow, auf einer Pressekonferenz nach einem gemeinsamen Treffen mit dem Syrien-Beauftragten der Vereinten Nationen, Lakhdar Brahimi, in Paris, dass sie sich gemeinsam für zunächst lokal begrenzte Waffenstillstandsvereinbarungen im Syrien-Konflikt einsetzen wollen, beginnend mit Aleppo. Außerdem werde ein Gefangenenaustausch zwischen den Kriegsparteien angestrebt. Lawrow erklärte, es gebe Anzeichen, dass die syrische Regierungsarmee humanitäre Hilfslieferungen für die seit mehr als einem Jahr von ihr belagerten Vororte von Damaskus – insbesondere die 160.000 Einwohner von Ghuta – zulassen könnte. Keine Verständigung konnte über eine Teilnahme des Iran an der geplanten Friedenskonferenz in Genf erzielt werden. Unterdessen gaben Aktivisten die Zahl der Hungertoten in von der syrischen Regierungsarmee belagerten Vororten von Damaskus mit mittlerweile 68 an.
Am 14. Januar scheiterte ein Versuch des Hilfswerks der Vereinten Nationen für Palästina-Flüchtlinge im Nahen Osten (UNRWA), einen Konvoi mit humanitären Hilfsgütern und Impfstoffen gegen Polio in das von syrischen Regierungstruppen belagerte Flüchtlingslager Jarmuk bei Damaskus zu entsenden. Ein UNRWA-Sprecher machte die syrischen Behörden verantwortlich, weil sie auf einer Route bestanden hätten die durch umkämpftes Gebiet führte. Die Zahl der in Jarmuk seit Monaten von Regierungstruppen eingeschlossenen Menschen wurde mit 17.000 angegeben. Nach Angaben von Aktivisten seien bereits 15 Menschen in Folge der Belagerung verhungert. Nach Angaben der SOHR konnten Kämpfer der radikalislamistischen ISIL die Provinzhauptstadt ar-Raqqa bei Kämpfen mit rivalisierenden Rebellengruppen wieder vollständig unter ihre Kontrolle bringen. Bei Kämpfen zwischen Rebellen und Regierungstruppen im Zentrum von Homs seien 18 Menschen getötet worden.
Am 15. Januar trafen sich Vertreter westlicher Länder und der arabischen Golfstaaten in Kuwait zu einer Geberkonferenz für die Unterstützung der Opfer des Bürgerkriegs in Syrien. Nach Angaben von UN-Generalsekretär Ban Ki-Moon erhielten die Vereinten Nationen dabei Hilfszusagen über insgesamt 2,4 Mrd. Dollar.
Bis zum 16. Januar wurden nach Angaben der SOHR in den seit zwei Wochen andauernden Kämpfen zwischen der radikalislamistischen ISIL und den anderen Rebellengruppen mehr als 1000 Menschen getötet. Der Generaldirektor der Organisation für das Verbot chemischer Waffen (OPCW), Ahmet Üzümcü, erklärte, dass sich der vereinbarte Zeitplan für die Vernichtung der syrischen Chemiewaffen verzögern werde. Anstatt bis Ende März würden die gefährlichsten Giftstoffe vermutlich erst bis Ende Juni vernichtet werden können. Von den geschätzten 560 t seien bisher erst 16 t auf das dänische Transportschiff Ark Futura verladen worden. Bei einem Selbstmordanschlag in der ostlibanesischen Stadt Hermel, die als Hochburg der mit Assad verbündeten Hisbollah gilt, wurden 4 Menschen getötet und 26 weitere verletzt.
Am 17. Januar erklärte der syrische Außenminister Walid al-Muallim auf einer Pressekonferenz in Moskau, er habe bei einer Unterredung zur Vorbereitung der Friedensgespräche in Genf dem russischen Außenminister Sergei Lawrow einen Vorschlag für einen lokal begrenzten Waffenstillstand für Aleppo überreicht. Eine entsprechende Vereinbarung könne als Beispiel für weitere Städte dienen. Außerdem sei die syrische Regierung zum Austausch von Listen mit Gefangenen bereit, die für einen Austausch in Frage kämen. Vertreter der Rebellen äußerten sich skeptisch zu dem Angebot. Nach Angaben westlicher Sicherheitsdienste hat Russland die Militärhilfe an die syrische Regierung in letzter Zeit massiv verstärkt. Neben der Lieferung von gepanzerten Fahrzeugen, Drohnen und Lenkwaffen, hätten russische Militärexperten laufend bei der elektronischen Aufklärung von Rebellenpositionen Hilfe geleistet. Die Syrische Beobachtungsstelle für Menschenrechte (SOHR) berichtete, dass ein Rebellenbündnis die Kämpfer der radikalislamistischen ISIL aus der strategisch wichtigen Stadt Saraqeb im Norden Syriens vertrieben hat. Durch Raketenbeschuss aus Syrien kamen in der libanesischen Grenzstadt Arsal mindestens 7 Menschen ums Leben.
Am 18. Januar entschied nach zweitägigen Beratungen eine Mehrheit der Teilnehmer eines Treffens der Syrischen Nationalen Koalition (SNC) – des wichtigsten Bündnisses der syrischen Exil-Opposition – sich an den geplanten Friedensgesprächen in Genf zu beteiligen. Am Rande des Treffens in Istanbul demonstrierten zahlreiche Kurden, die sich bei der bevorstehenden Konferenz nicht angemessen beteiligt sahen. In einer Geste des guten Willens im Hinblick auf die bevorstehenden Friedensgespräche in Genf erlaubte die syrische Regierung erstmals seit Monaten die Lieferung von 200 Nahrungsmittelpaketen in das eingeschlossene Flüchtlingslager Jarmuk. Die Nahrung wurde großen Teils der mit der syrischen Regierung verbündeten Palästinenserorganisation PFLP-GC übergeben, die sie durch eigene Leute in das Lager tragen ließ. Die Verteilung soll durch Palästinenserkomitees an bedürftige Familien erfolgen, so dass keine Nahrung Rebellenkämpfern in Hände fällt. Bei erneuten Angriffen der syrischen Luftwaffe auf Aleppo und Umgebung kamen nach Angaben von Aktivisten 34 Menschen ums Leben, darunter 5 Kinder.
Am 19. Januar gab Generalsekretär Ban-Ki-Moon bekannt, dass er den Iran zu den Gesprächen am ersten Tag der geplanten Friedenskonferenz am 24. Januar eingeladen habe. Vertreter der Exil-Opposition drohten nach einem Bericht ihre Teilnahme an der Konferenz wieder abzusagen, sollte die Einladung an den Iran nicht wieder zurückgenommen werden. Einige Dutzend Personen, einschließlich solcher, die medizinische Hilfe benötigen, verließen unterdessen das belagerte Flüchtlingscamp Jarmuk. In Bab al-Hawa, einem Grenzübergang zur Türkei, der von Rebellen kontrolliert wird, wurden bei einem Doppelanschlag mit zwei Autobomben 16 Menschen getötet und 20 weitere verletzt.
Am Abend des 20. Januar zog UN-Generalsekretär Ban Ki-Moon seine Einladung an den Iran zur Teilnahme an den geplanten Friedensgesprächen in Montreux / Genf zurück. Sein Sprecher Martin Nesirky begründete dies damit, dass die iranische Regierung nicht bereit sei, die Ergebnisse der ersten Konferenz von Genf im Juni 2012 anzuerkennen. Diese sahen u. a. die Bildung einer Übergangsregierung für Syrien unter Beteiligung der Rebellen vor. Vertreter der syrischen Opposition, die zuvor gedroht hatten, im Falle einer Teilnahme Irans die Konferenz zu boykottieren, bestätigten daraufhin ihre Anreise. Auch die USA hatten zuvor Druck ausgeübt. In einem Interview mit der französischen Nachrichtenagentur AFP erklärte Syriens Präsident Assad, dass er sich bei den in diesem Jahr anstehenden Präsidentschaftswahlen um eine weitere Amtszeit bewerben werde. Dem Nachrichtensender CNN und der Zeitung The Guardian wurde ein Bericht zugespielt, den sechs international anerkannte Experten aus den Bereichen Recht und Forensik im Auftrag einer Londoner Anwaltskanzlei erstellt hatten, die für Katar tätig ist. In dem Bericht bewerteten die Experten eine Sammlung von knapp 30.000 Fotos, die ihrer Schätzung nach rund 11.000 verschiedene Leichen zeigen, als authentisch und wiesen auf Spuren von Folter und Unterernährung an vielen der gezeigten Körper hin. Ein ehemaliger Angehöriger der syrischen Militärpolizei und dessen Kollegen sollen die Bilder im Zuge ihrer Tätigkeit in einer Sammelstelle für Leichen aus Gefängnissen aufgenommen haben, bevor sie der Soldat bei seiner Flucht aus dem Land geschmuggelt habe. Die Experten stuften den Mann als glaubwürdig ein und schlossen, dass die ihnen vorgelegten Beweise eine Anklage gegen die syrische Regierung wegen Verbrechen gegen die Menschlichkeit rechtfertigen könnten.
Am 21. Januar setzte die dominierende kurdische Organisation PYD nach Angaben der Syrischen Beobachtungsstelle für Menschenrechte (SOHR) für die von ihr kontrollierten Gebiete in Nordsyrien eine eigene Provinzregierung ein. Zuvor war ihr nach eigener Aussage eine Teilnahme an den geplanten Friedensgesprächen in Montreux / Genf verweigert worden.
Am 22. Januar zeigten beim Auftakt der Friedensgespräche in Montreux / Genf weder Vertreter der syrischen Regierung noch der Rebellen Anzeichen von Kompromissbereitschaft. Stattdessen war die Auftaktrunde der 44 Delegationen von scharfen Wortwechseln und gegenseitigen Vorhaltungen geprägt. UN-Generalsekretär Ban Ki-Moon drängte vor allem auf sofortige humanitäre Hilfslieferungen für die unter Belagerung stehenden Städte und Stadtteile. Die Friedensgespräche zwischen den Konfliktparteien sollten am 24. Januar vermittelt durch den UN-Sonderbeauftragten Lakhdar Brahimi in Genf fortgesetzt werden. Die Kämpfe gingen unterdessen in verschiedenen Landesteilen weiter.
Am 24. Januar standen die Gespräche zwischen den Konfliktparteien in Genf am Rande des Zusammenbruchs. Vertreter der Opposition verlangten, die Regierungsdelegation solle zunächst die Ergebnisse der Gespräche in Genf von 2012 (Genf I) akzeptieren, bevor es zu direkten Gesprächen kommen könne. Die Vertreter der syrischen Regierung drohten mit ihrer Abreise, sollte es nicht innerhalb eines Tages zu einem Treffen von Angesicht zu Angesicht kommen. Am Nachmittag teilte UN-Vermittler Lakhdar Brahimi mit, es sei zu einer Verständigung darüber gekommen, sich am 25. Januar gemeinsam in einem Raum zu treffen. Es sollten in den nächsten zwei Tagen Pläne abgesprochen werden, wie humanitäre Hilfsgüter für die Bevölkerung in die von syrischen Regierungstruppen belagerten Stadtteile von Homs gelangen könnten. Aktivisten berichteten, dass in Jarmuk die Zahl der Menschen, die aufgrund der Blockade an Nahrungsmangel und wegen fehlender Medikamente gestorben seien, auf 63 gestiegen sei. Die Hohe Kommissarin der Vereinten Nationen für Menschenrechte Navi Pillay warnte, dass das Verhindern von Hilfslieferungen das Ausmaß eines Kriegsverbrechens erreichen könne. Unter Beschuss von Regierungstruppen stand das belagerte Ost-Ghuta. In der Altstadt von Aleppo gingen die Kämpfe weiter.
Am 26. Januar verhandelten die Delegationen unter Vermittlung des UN-Beauftragten Brahimi den zweiten Tag über eine Verbesserung der Situation der Menschen in der seit Monaten von Regierungstruppen eingeschlossenen Innenstadt von Homs. Dabei bot die Regierungsseite an, dass Frauen und Kinder die Stadt unbehelligt verlassen dürften. Nach Angaben von Aktivisten bestanden Rebellen vor Ort auf eine komplette Aufhebung der Blockade. Die Richtigkeit einer von Oppositionsvertretern überreichten Liste mit Namen von 47.000 Gefangenen wurde vom Sprecher der Regierungsdelegation, Mekdad, in Abrede gestellt. Anzeichen für eine politische Annäherung beider Seiten waren nicht erkennbar. Gleichzeitig gingen im Lande die Kämpfe weiter, einerseits zwischen Rebellen und Regierungstruppen und zum anderen zwischen islamistischen Rebellen und Kurden. Bei diesen Auseinandersetzungen seien nach Angaben der SOHR seit dem Vortag 26 Menschen getötet worden.
Am 27. Januar brachten die Genfer Verhandlungen keine Fortschritte. UN-Vermittler Brahimi vertagte die Gespräche. Auch fanden in den Vortagen ins Auge gefasste humanitäre Pläne, wonach ein UN-Konvoi mit Hilfslieferungen Zugang in die belagerte Innenstadt von Homs bekommen sollte oder Frauen und Kindern von dort freier Abzug gewährt werden solle, vor Ort keine Umsetzung. Drei Wochen nach der ersten Aktion wurden nach Angaben der Organisation für das Verbot chemischer Waffen (OPCW) zum zweiten Mal Komponenten chemischer Waffen aus Beständen der syrischen Armee im Hafen von Latakia eingeschifft. In einem gemeinsamen Statement erklärten OPCW und UN, „sie erwarteten, dass die Syrische Arabische Republik ihre Bemühungen fortsetze, den vollständigen Abtransport ihrer chemischen Waffen sicher und innerhalb des vereinbarten Zeitplanes abzuschließen“. Nach Angaben der SOHR kamen bei einem Selbstmordanschlag auf einen Kontrollposten in Rahjan, einem überwiegend von Sunniten bewohnten Dorf in der Provinz Hama, 13 Soldaten ums Leben. Bei nachfolgenden Kämpfen in der Umgebung wurden acht Rebellen getötet.
Am 28. Januar wurde bekannt, dass die Vereinigten Staaten ihre Militärhilfe für gemäßigte syrische Rebellengruppen wieder aufgenommen haben. Eine größere Menge leichter Waffen, darunter auch Panzerabwehrraketen, sei über die Grenze von Jordanien an im Süden Syriens kämpfende Rebellen geliefert worden. Als Reaktion brach die syrische Regierungsseite die Friedensgespräche in Genf an diesem Tag ab und warf den USA vor, „Terroristen zu bewaffnen“. Bei erneuten Angriffen der syrischen Luftwaffe auf Aleppo kamen 13 Menschen ums Leben.
Am 29. Januar erklärte UN-Vermittler Brahimi, dass es noch keine substanziellen Fortschritte bei den Friedensgesprächen in Genf gebe. Er wertete es als Erfolg, dass die Verhandlungen überhaupt weiter gingen. Vertreter der Opposition verlangten, dass sich die Gespräche zuerst auf die Bildung einer Übergangsregierung richteten, während die Regierungsdelegation sich zunächst mit dem Problem des „Terrorismus“ beschäftigen wollte.
Am 30. Januar erhob der Sprecher der Menschenrechtsorganisation Human Rights Watch (HRW), Ole Solvang, anhand von Satellitenaufnahmen schwere Vorwürfe gegen die syrische Regierung. Die Regierung habe demnach in großem Umfang Häuser von Zivilisten abreißen lassen. Die Zerstörungen dienten entweder keinem militärischen Zweck und würden den Anschein erwecken, als kollektive Bestrafung der Bevölkerung zu dienen oder, wenn sie militärische Ziele verfolgten, die Zivilbevölkerung unverhältnismäßig belasten. HRW warf der Regierung vor, damit gegen das Kriegsrecht verstoßen zu haben, weil der Umfang der Abbruchaktion unverhältnismäßig sei, und interpretierte das Kriegsrecht in dem Sinne, dass zivile Gebäude ihren zivilen Status wieder erlangten, sobald sich ihre militärischen Nutzer zurückgezogen hätten. Die syrische Regierung erlaubte erstmals dem Hilfswerk der Vereinten Nationen für Palästina-Flüchtlinge im Nahen Osten (UNRWA), im von syrischen Regierungstruppen belagerten Stadtteil Jarmuk bei Damaskus 900 Lebensmittelpakete an bedürftige Familien zu verteilen. Bei Angriffen der syrischen Luftwaffe auf Aleppo wurden elf Menschen, darunter drei Kinder, getötet. Heftige Kämpfe und Anschläge im ganzen Land forderten zahlreiche weitere Opfer unter Soldaten und Zivilisten.
Am 31. Januar endete die erste Runde der Friedensgespräche in Genf ohne Fortschritte zur Beendigung des Bürgerkrieges. UN-Vermittler Brahimi sagte, er habe mehr Gemeinsamkeiten zwischen den Kriegsparteien erkannt, als diese selber. Während die Vertreter der Opposition bestätigten, an der für den 10. Februar vereinbarten zweiten Runde der Gespräche teilnehmen zu wollen, wollte sich die Regierungsseite zunächst in Damaskus abstimmen. Im Verlaufe der zehntägigen Verhandlungen konnte auch keine Einigung über humanitäre Hilfen für die Stadt Homs erzielt werden, in der tausende Zivilisten keinen Zugang zu Nahrung und Medizin haben. Das russische Außenministerium erklärte, dass syrische Regierungsvertreter den Abzug von Frauen und Kindern aus der Belagerung angeboten hätten, während Oppositionsvertreter verlangten, dass auch verwundeten Rebellenkämpfern der freie Abzug gestattet werde. Aus Sicht des Syrischen Roten Halbmonds stellte der von der Regierung angebotene Auszug von Frauen und Kindern nicht die beste Lösung dar, da dies nicht alle Zivilisten einschließe, Familien trenne und den Druck auf die verbliebenen Zivilisten erhöhe. Die Syrische Beobachtungsstelle für Menschenrechte (SOHR) bezifferte die Zahl der während der zehntägigen Gespräche in Syrien getöteten Menschen mit 1.870, davon 450 Zivilisten, von denen 40 in von der syrischen Armee eingeschlossenen Gebieten aufgrund fehlender Versorgungsgüter starben. US-Außenminister John Kerry erhob Vorwürfe gegen die syrische Regierung, sie verschleppe den vereinbarten Abtransport der Chemiewaffen. Ein Vertreter des russischen Außenministeriums wies die Vorwürfe zurück.

## Februar
Am 1. Februar töteten Kämpfer der ISIL bei einem Anschlag mit zwei Autobomben im Norden Aleppos 26 Menschen. Darunter sei ein Anführer der Tauhid-Brigaden gewesen, dem der Anschlag offenbar gegolten hatte. Andernorts erzielten Kämpfer der ISIL nach Angaben der SOHR Bodengewinne bei den seit Jahresbeginn anhaltenden Kämpfen unter Rebellengruppen: Sie eroberten ein als al-Raa'i bezeichnetes Grenzgebiet zur Türkei und das Koniko Erdgasfeld in der östlichen Provinz Deir al-Zor. In der südlichen Provinz Deraa eröffneten Rebellen der Freien Syrischen Armee (FSA) nach eigenen Angaben eine Offensive gegen Regierungstruppen und erklärten bereits, Kontrollposten der syrischen Armee eingenommen und Panzer zerstört zu haben. Am gleichen Tag sollen 23 weitere Menschen in Aleppo durch erneute Bombenangriffe von Regierungstruppen getötet worden sein.
Am 2. Februar forderten Bombardierungen der syrischen Luftwaffe auf Aleppo nach Angaben der SOHR 36 Todesopfer, was die Gesamtzahl der Opfer der letzten Tage auf weit über 100 erhöhte.
Am 3. Februar starben bei Bombenangriffen der syrischen Luftwaffe auf Aleppo nach Angaben der SOHR 26 Menschen. Die anhaltenden Bombardierungen lösten eine neue Fluchtwelle unter der Zivilbevölkerung aus dem von Rebellen kontrollierten östlichen Teil der Stadt aus. Im Januar 2014 erreichte der Konflikt in Syrien nach Angaben der SOHR mit 5.794 Todesopfern die bisher höchste Zahl in einem Monat.
Am 4. Februar wurde ein Bericht zur Lage der Kinder in Syrien für den Zeitraum vom 1. März 2011 bis zum 15. November 2013 von UN-Generalsekretär Ban Ki-moon an den Weltsicherheitsrat veröffentlicht. Darin werden schwere Vorwürfe gegen die Kriegsparteien erhoben. Regierungstruppen und der syrischen Regierung nahestehende Milizen seien verantwortlich für zahllose Tötungen, Verstümmelungen und Folter von Kindern. Rebellengruppen und Kurdische Kämpfer würden Kinder für Kriegs- und Hilfsdienste rekrutieren und bei ihren Aktionen keine Rücksicht auf mögliche zivile Opfer nehmen. Aus Gründen fehlender Zugänglichkeit müsse das Bild vor allem für bestimmte von Rebellen kontrollierte Gebiete aber unvollständig bleiben. Syriens Kinder seien seit 3 Jahren unaussprechlichem Leid ausgesetzt, fasste Ban Ki-moon die Lage zusammen.
Am 5. Februar versäumte die syrische Regierung nach Aussage des Sprechers der Organisation für das Verbot chemischer Waffen (OPCW), Michael Luhan, die Einhaltung der in Folge internationalen Drucks eingegangenen Verpflichtung zur Übergabe aller chemischer Waffen. Bisher seien nur etwas mehr als 4 Prozent von den angegebenen 1.300 t an die Organisation übergeben worden. Bei weiteren Bombenangriffen der syrischen Luftwaffe auf Aleppo kamen nach Angaben von Sanitätern 15 Kinder in einer Moschee ums Leben, die als Schule genutzt worden sei. Die radikalislamistische Rebellengruppe ISIL erklärte, sie habe mit der Rebellengruppe Islamische Front einen Waffenstillstand geschlossen, um die Kämpfe der Rebellen untereinander zu beenden.
Am 6. Februar forderte der Sicherheitsrat der Vereinten Nationen die syrische Regierung auf, den eingegangenen Verpflichtungen nachzukommen und den Abtransport ihrer Bestände an chemischen Waffen zur Verschiffung in den Hafen von Latakia systematisch und ausreichend zu beschleunigen, damit die gesetzte Frist zur Zerstörung dieser Waffen am 30. Juni 2014 eingehalten werden könne. Nach einer im syrischen Staatsfernsehen zitierten Mitteilung des Außenministeriums wurde in Homs eine humanitäre Übereinkunft für die in der von Regierungstruppen belagerten Altstadt ausharrende Zivilbevölkerung erzielt. Danach könnten „unschuldige“ Zivilisten Gelegenheit bekommen, das Gebiet zu verlassen, sobald die notwendigen Arrangements getroffen worden seien. Auch für Zivilisten, die sich entschieden zu bleiben, solle Hilfe erlaubt werden. Ein UN-Sprecher erklärte, die Vereinten Nationen begrüßten die Vereinbarung, seien aber nicht daran beteiligt gewesen. Humanitäre und medizinische Hilfsgüter stünden aber zur sofortigen Verteilung bereit, sobald es grünes Licht von beiden Parteien gebe. Kämpfer der Rebellengruppen al-Nusra und Ahrar al-Scham griffen das Zentralgefängnis von Aleppo an, besetzten Teile der Anlage und befreiten nach eigenen Angaben hunderte Gefangene. Das staatliche syrische Fernsehen meldete hingegen, der Angriff sei von den Truppen der Regierung abgewiesen worden. Das Gefängnis wurde von den Rebellen bereits seit Monaten belagert. Die Kämpfe dauerten an. Erneut kamen in Aleppo 11 Menschen durch Angriffe der syrischen Luftwaffe ums Leben. Die SOHR berichtete darüber hinaus von weiteren Kämpfen zwischen Rebellengruppen und Regierungstruppen in allen Landesteilen, die zahllose weitere Opfer forderten. Nahe der türkischen Grenze dauerten auch die Auseinandersetzungen zwischen Kämpfern der radikalislamistischen ISIS und anderen Rebellengruppen an. Ein Sprecher der Suqor al-Scham, einer Rebellengruppe innerhalb der Islamischen Front, bestritt, dass es eine Vereinbarung über einen Waffenstillstand zwischen seiner Gruppe und der ISIL gegeben habe.
Am 7. Februar wurden in Begleitung von Vertretern des Syrischen Roten Halbmonds erstmals Zivilisten aus der belagerten Altstadt von Homs evakuiert. Nach Aussage des Gouverneurs von Homs, Talal al-Barazi, sollte es sich um Kinder unter 15 Jahren, Männer über 55 Jahre und Frauen handeln. Nach Angaben von Aktivisten würden sie nach al-Waar gebracht, einem Gebiet in der Nachbarschaft von Homs, in das bereits zahlreiche sunnitische Bewohner der Stadt geflohen waren. Nach russischen Angaben sei die Aktion die erste Stufe einer dreitägigen, humanitären Feuerpause. Der stellvertretende syrische Außenminister Faisal al-Miqdad erklärte, dass die syrische Regierung ebenfalls an der nächsten Runde der Friedensgespräche in Genf teilnehmen werde und eine Diskussion „Artikel für Artikel“ des am Ende der Genfer Gespräche im Jahre 2012 erzielten Kommuniqués fordern werde. In Aleppo konnten Regierungstruppen nach Angaben der SOHR den größten Teil des am Vortag von Rebellen eingenommenen Zentralgefängnisses zurückerobern. Bei den Kämpfen der letzten beiden Tage wurden dort nach diesen Angaben 20 Soldaten, 21 Rebellen und 5 Häftlinge getötet. Flugzeuge der syrischen Luftwaffe setzten ihre Angriffe auf Aleppo fort.
Am 8. Februar erreichte am zweiten Tag der vereinbarten Feuerpause erstmals ein UN-Konvoi mit Hilfsgütern die belagerte Altstadt von Homs. In Folge wiederholter Verletzungen des Waffenstillstands konnte der Transport erst mit Verspätung aufbrechen. Da auch die Verteilung der Hilfsgüter unter Beschuss geriet, konnte nur ein kleiner Teil der Hilfsgüter verteilt werden. Vertreter der Opposition und der Regierung machten sich gegenseitig für die Verstöße gegen die humanitäre Übereinkunft verantwortlich. Das Hilfswerk der Vereinten Nationen für Palästina-Flüchtlinge im Nahen Osten (UNRWA) musste die Verteilung von Hilfsgütern im palästinensischen Viertel Yarmouk bei Damaskus suspendieren, weil neue Kämpfe zwischen Rebellen und Regierungstruppen ausbrachen. In Aleppo kamen nach Angaben der SOHR wieder 20 Menschen durch den Abwurf von sog. „Fassbomben“ aus Helikoptern der syrischen Luftwaffe ums Leben. In der östlichen Provinz Deir ez-Zor forderten Kämpfe zwischen Rebellen der al-Nusra Front und der Ahrar al-Scham einerseits und Kämpfern der radikalislamistischen ISIL andererseits 20 Todesopfer.
Am 9. Februar konnten mehr als 600 Menschen unter Geleit von Helfern des Syrischen Roten Halbmondes und der Vereinten Nationen die Altstadt von Homs verlassen, darunter auch einige Männer im wehrfähigen Alter, die von Sicherheitskräften der Regierung festgenommen wurden. Auch eine geringe Menge von Hilfsgütern konnte angesichts des brüchigen Waffenstillstands in Homs verteilt werden. Gouverneur al-Barazi und Vertreter des Roten Halbmondes erklärten, sich um eine Verlängerung der Feuerpause bemühen zu wollen. Nach Angaben von Aktivisten kamen an beiden Tagen der Aktion jeweils 5 Menschen durch Beschuss in der Altstadt von Homs ums Leben. In Aleppo forderten Angriffe der syrischen Luftwaffe weitere 11 Todesopfer. In der Zentralprovinz Hama kamen bei der Einnahme des alawitischen Dorfes Maan durch islamistische Rebellen 25 Menschen ums Leben. Während im syrischen Staatsfernsehen von einem Massaker an Frauen und Kindern die Rede war, handelte es sich nach Angaben der Rebellen um Mitglieder einer regierungsnahen Miliz. Bei weiteren Auseinandersetzungen in der Provinz wurden nach Angaben der SOHR 20 Mitglieder der Sicherheitskräfte und 12 Rebellen getötet.
Am 10. Februar wurden die Friedensgespräche zwischen den Kriegsparteien unter Leitung des UN-Vermittlers Lakhdar Brahimi in Genf wieder aufgenommen. Es kam allerdings zu keinem direkten Treffen der beiden Delegationen. Stattdessen drängte Brahimi die Vertreter beider Seiten in Einzelgesprächen, sich auf die Suche nach einem Weg zur Beendigung der Kämpfe und zu einer Übergangsregierung zu konzentrieren. Außerhalb der Konferenzräume überzogen sich Oppositions- und Regierungsseite öffentlich mit Anschuldigungen und Vorbehalten. In Homs wurde die Waffenruhe für 3 weitere Tage verlängert. Den Tag über konnten nach Angaben eines Sprechers des Roten Halbmondes mehr als 300 weitere Menschen die belagerte Altstadt verlassen. Auch eine kleine Menge von Hilfsgütern konnte in der Stadt verteilt werden. In Latakia wurde eine dritte Ladung syrischer Chemiewaffen der internationalen Gemeinschaft übergeben und eingeschifft. Die SOHR präzisierte ihre Angaben vom Vortag zur Einnahme des alawitischen Dorfes Maan durch die radikalislamistische Gruppe Jund al-Aqsa dahingehend, dass dabei wenigstens 21 Zivilisten und 20 Mitglieder einer regierungsnahen Miliz getötet wurden. Die radikalislamistische ISIL zog sich nach tagelangen schweren Kämpfen mit anderen Rebellengruppen aus der ölreichen Provinz Deir ez-Zor zurück.
Auch am 11. Februar machten die Verhandlungen in Genf nach Aussage von UN-Vermittler Brahimi kaum Fortschritte. Zwar kam es zu einem direkten Treffen beider Delegationen, aber Vertreter beider Seiten sprachen im Anschluss an die Gesprächsrunde von einem verlorenen Tag. Die Evakuierung von Zivilisten aus der belagerten Altstadt von Homs und die Versorgung der verbleibenden Menschen mit Hilfsgütern wurden nach Angaben des örtlichen Gouverneurs Barazi aus logistischen Gründen für einen Tag ausgesetzt. Eine Sprecherin der Flüchtlingshilfeorganisation der Vereinten Nationen UNHCR äußerte ihre Besorgnis über das Schicksal von 336 Männern, die nach dem Verlassen der Altstadt von syrischen Sicherheitskräften zur Befragung festgenommen worden waren. Ihre Sicherheit sei Bestandteil einer Vereinbarung gewesen. Ein im Sicherheitsrat der Vereinten Nationen von den Botschaftern Australiens, Jordaniens und Luxemburgs vorgelegter Resolutionsentwurf, der neben dem Zugang humanitärer Hilfe für belagerte Gebiete auch das Ende von Luft- und Artillerieangriffen auf Stadtgebiete und den Abzug ausländischer Kämpfer einfordern sollte, wurde von Russlands Außenminister Lawrow als einseitig zurückgewiesen. In der Umgebung von Aleppo sollen 10 Menschen bei Bombardierungen der syrischen Luftwaffe getötet worden sein.
Am 12. Februar legten die Vertreter der Opposition bei den Verhandlungen in Genf ein Memorandum für die Gestaltung eines Übergangs zu einem Ende des Bürgerkrieges vor. Als wichtigste Punkte wurden darin die Bildung einer Übergangsregierung, die Etablierung eines von den Vereinten Nationen überwachten Waffenstillstandes und die Ausweisung aller ausländischen Kämpfer genannt. Das Schicksal des bisherigen syrischen Präsidenten Baschar al-Assad fand keine Erwähnung in dem Text. Die Regierungsdelegation antwortete nicht direkt, beharrte aber weiter darauf, dass zunächst über die „Bekämpfung des Terrorismus“ gesprochen werden müsse. In New York gingen die Gespräche von Diplomaten über eine Resolution des Weltsicherheitsrates zur Sicherung der Versorgung von Zivilisten mit Hilfsgütern weiter. Der russische Vize-Außenminister Gatilov erhob den Vorwurf, der von westlichen und arabischen Ländern vorgelegte Entwurf bereite mit der Androhung von Sanktionen im Falle der Nichtbefolgung künftigen Militäraktionen den Weg. Westliche Diplomaten unterstellten der russischen Seite, Zeit bis zum Ende der olympischen Spiele in Sotschi schinden zu wollen. Die syrische Luftwaffe flog nach Angaben der SOHR Angriffe auf die im Grenzgebiet zum Libanon gelegene, strategisch wichtige Stadt Yabrud. Bei Kämpfen zwischen örtlichen Rebellen und Kämpfern der al-Nusra-Front einerseits und regierungstreuen Milizen sowie Kämpfern der Hisbollah andererseits in dem Gebiet wurden danach 17 Menschen getötet.
Am 13. Februar erklärte UN-Vermittler Brahimi nach Gesprächen mit Diplomaten der russischen und der US-Regierung, diese hätten ihm Unterstützung versprochen bei seinen Bemühungen, Bewegung in die stockenden Friedensgespräche zwischen den Bürgerkriegsparteien zu bringen. Vertreter Russlands erklärten, einen Entwurf für eine Resolution des Weltsicherheitsrates zur Bekämpfung des „Terrorismus“ in Syrien vorgelegt zu haben, der einen eigenen Plan für die Sicherung humanitärer Hilfe enthalte. Die humanitäre Feuerpause in Homs wurde um weitere 3 Tage verlängert. Nach Angaben des Gouverneurs von Homs, al-Barazi, konnten bisher etwa 1400 Zivilisten die belagerte Altstadt verlassen, von denen 220 noch zur Befragung festgehalten würden. Aktivisten der Opposition beklagten, dass die Intensität der Kämpfe im Lande während der Genfer Gespräche noch zugenommen und im Schnitt täglich mehr als 230 Todesopfer gefordert habe. Die syrische Luftwaffe warf erneut Fassbomben auf von Rebellen gehaltene Gebiete bei Aleppo und Damaskus, sowie auf al-Zara bei Homs ab.
Am 14. Februar teilte UN-Vermittler Brahimi den Verhandlungsdelegationen in Genf mit, er plane eine dritte Gesprächsrunde der Bürgerkriegsparteien, nannte aber kein Datum. Diplomaten aus Russland und den USA machten jeweils die Oppositions- bzw. die Regierungsseite für fehlende Fortschritte bei den Verhandlungen verantwortlich. Aus der syrischen Grenzstadt Yabrud setzte nach Angaben des Sprechers des UN-Hochkommissars für Menschenrechte, Rupert Colville, eine Fluchtwelle in den Libanon ein, angesichts einer befürchteten Offensive von syrischen Regierungstruppen und mit ihnen verbündeter Kämpfer der libanesischen Hisbollah-Miliz. In al-Yadouda, einer von Rebellen kontrollierten Grenzstadt zu Jordanien, wurden nach Angaben der SOHR 31 Menschen bei einem Attentat mit einer Autobombe getötet. Nahe Aleppo exekutierten Kämpfer der radikalislamistischen ISIL 21 Menschen, darunter Angehörige von Kämpfern rivalisierender Rebellengruppen.
Am 15. Februar endeten die Verhandlungen der Bürgerkriegsparteien in Genf nach einem dreißigminütigen Gespräch ohne Ergebnis. UN-Vermittler Lakhdar Brahimi entschuldigte sich beim syrischen Volk für sein Scheitern. Brahimi erklärte, er habe zum Schluss eine Agenda für eine weitere Gesprächsrunde vorgelegt, die sich zunächst mit einer Beendigung der Gewalt und danach mit der Formierung einer Übergangsregierung hätte beschäftigen sollen. Dies habe die syrische Regierung abgelehnt. Die SOHR teilte mit, dass nach ihren Erkenntnissen die Zahl der Todesopfer des Konfliktes die Zahl von 140.000 überschritten habe. Die Hilfsorganisation UNRWA forderte die syrischen Behörden auf, ihr wieder den Zugang zum belagerten Jarmuk bei Damaskus zu ermöglichen. UNRWA-Sprecher Chris Gunness warnte, die seit mehr als einer Woche erneut ausbleibende Versorgung könne verheerende Auswirkungen auf die eingeschlossene Bevölkerung haben. Die Evakuierung von Zivilisten aus Homs und die Versorgung der zurückbleibenden Menschen in Homs wurde unterbrochen. Der Gouverneur al-Barazi machte dafür „bewaffnete Gruppen“ verantwortlich. Der Vorsitzende des Internationalen Komitees des Roten Kreuzes, Peter Maurer, äußerte seine Besorgnis über das Schicksal von etwa 200 Männern und Jungen unter den Evakuierten, die weiter von syrischen Sicherheitsbehörden festgehalten wurden.
Am 16. Februar wurde bekannt, dass die FSA General Selim Idriss als Oberkommandierenden ablöst und durch Oberst Abdelilah al-Baschir ersetzt. Begründet wurde der Schritt mit einer ineffektiven Führung in den letzten Monaten. Der Führer der libanesischen Hisbollah, Hassan Nasrallah, erklärte, die Kämpfer seiner Miliz würden auch weiterhin an der Seite der Regierungstruppen in Syrien kämpfen. In allen Teilen des Landes wurden die Kämpfe zwischen unterschiedlichen Gruppen fortgesetzt. Ein Schwerpunkt war die strategisch wichtige Grenzstadt Yabrud, deren Umgebung und Außenbezirke nach Angaben der SOHR von syrischen Regierungstruppen mit Artillerie beschossen wurden. Erneut wurden nach Angaben von Aktivisten sog. Fassbomben auf Aleppo abgeworfen und forderten Todesopfer. Regierungstruppen und Rebellen bekämpften sich an verschiedenen Stellen der Stadt mit wechselnden Erfolgen. Auch die Gefechte zwischen der kurdischen PYD-Miliz und islamistischen Rebellen, sowie zwischen Kämpfern der radikalislamistischen ISIL und anderen Rebellengruppen gingen weiter.
Am 17. Februar eroberten syrische Regierungstruppen das von Alawiten bewohnte Dorf Maan in der Provinz Hama zurück, bei dessen Einnahme durch islamistische Rebellen es am 9. Februar mutmaßlich zu einem Massaker an Zivilisten gekommen war. Die syrische Luftwaffe bombardierte den zweiten Tag die Altstadt von Homs. Die staatliche Nachrichtenagentur SANA meldete einen Stromausfall in den Provinzen Tartous, Hama, Latakia, Idlib und Aleppo nach Angriffen auf Hochspannungsleitungen.
Für Babila, einen südlichen Vorort von Damaskus, trat nach monatelanger Belagerung ohne humanitäre Versorgung der Bevölkerung ein lokaler Waffenstillstand zwischen Rebellen und Regierungstruppen in Kraft. Im Gegenzug für die Erlaubnis zur Lieferung von Lebensmitteln mussten die Rebellen zugestehen, ihre schweren Waffen abzugeben und das Hissen der Flagge der Regierung über dem Quartier hinzunehmen. Ähnliche Vereinbarungen waren zuvor schon für die Vororte Moadamieh, Qudsaya, Beit Sahm, Yalda, Barseh und Jarmuk geschlossen worden. In den vergangenen Monaten der Belagerung waren in den Orten bis zu 100 Menschen wegen des Mangels an Lebensmitteln und Medikamenten gestorben. In der Region um die Stadt Yabrud wurden bei Kämpfen 4 Menschen getötet. In der Provinz Aleppo wurde der Führer der Kurdischen Front, Alaa Jabbu, bei Artilleriebeschuss durch Regierungstruppen getötet.
Der 18. Februar war erneut geprägt von Angriffen der syrischen Luftwaffe mit sog. Fassbomben in verschiedenen Teilen des Landes. Bei einem dieser Angriffe auf das palästinensische Flüchtlingslager Mzairib wurden in der Nähe einer Schule 18 Menschen getötet. Kämpfe zwischen Rebellen und Regierungstruppen wurden nach Angaben der SOHR in Aleppo und der Region von Yabrud fortgesetzt.
Am 19. Februar zeigten sich neue Differenzen innerhalb der vom Westen unterstützten Rebellengruppen. Mehrere Regionalkommandanten erklärten, sie würden die Ablösung des bisherigen Militärchefs der Freien Syrischen Armee (FSA), Selim Idriss, nicht akzeptieren. Die Menschenrechtsorganisation Human Rights Watch (HRW) warf den Regierungstruppen vor, am 12. und 13. Februar beim Beschuss der von Rebellen kontrollierten Stadt Kafar Zeita Streumunition eingesetzt zu haben. Bei einem Selbstmordanschlag gegen das Iranische Kulturzentrum in Beirut kamen 10 Menschen ums Leben. Zu dem Anschlag bekannten sich die sog. Abdullah Azzam Brigaden, die dem Terrornetzwerk von al-Qaida zugerechnet werden. Die Gruppe erklärte, sie werde ihre Anschläge fortsetzen, bis die schiitische Hisbollah-Miliz ihre Unterstützung für die syrischen Regierungstruppen aufgibt.
Am 20. Februar spitzten sich nach Angaben von Aktivisten die Kämpfe um die strategisch wichtige Stadt Yabrud zu, als Regierungstruppen, sowie regierungsnahe Milizen und Kämpfer der Hisbollah in die Außenbezirke der Stadt vorrückten. In Aleppo wurden nach Angaben der SOHR bei Kämpfen um das Zentralgefängnis durch einen Dreifach-Selbstmordanschlag von Kämpfern der al-Nusra-Front 8 Regierungssoldaten getötet und 20 verwundet.
Am 21. Februar verstärkte die syrische Luftwaffe nach Angaben von Aktivisten ihre Angriffe in der südlichen Provinz Deraa. Nach diesen Angaben standen die Angriffe in Zusammenhang mit einer von Sprechern der Rebellen angekündigten Offensive in dieser Region. In Homs erklärte Gouverneur al-Barazi, dass 38 der aus der belagerten Altstadt evakuierten Männer freigelassen wurden, 195 würden zur Überprüfung weiterhin festgehalten. Die Vereinten Nationen hatten zu Beginn der Woche die Zahl der Inhaftierten mit rund 380 angegeben. Vertreter der UN seien anwesend im Untersuchungszentrum und würden den Prozess sorgfältig beobachten. Die syrische Regierung übergab der gemeinsamen Mission von OPCW und UN einen 100-Tage-Plan zum Abzug aller chemischer Waffen aus dem Land. UN-Diplomaten zweifelten, ob auf dieser Grundlage der vereinbarte Termin für die Vernichtung aller chemischer Waffen am 30. Juni 2014 eingehalten werden könne.
Am 22. Februar verabschiedete der Weltsicherheitsrat der Vereinten Nationen nach tagelangen Verhandlungen einstimmig die Resolution 2139, in der alle Kriegsparteien, insbesondere die syrische Regierung, aufgefordert wurden, UN-Hilfsorganisationen sofort schnelle, ungehinderte und sichere humanitäre Hilfe über Front- und Grenzlinien hinweg zu erlauben. Weiterhin sollten alle Angriffe auf Zivilisten und der Einsatz unterschiedsloser Waffen in dichtbesiedelten Gebieten eingestellt werden. Der Sicherheitsrat forderte Rebellen und Regierungstruppen gleichermaßen auf, gegen al-Qaida und ihr nahestehende Gruppierungen und Personen zu kämpfen. Kurdische Kämpfer eroberten den strategisch wichtigen Ort Tal Brak im Nordosten des Landes von islamistischen Rebellen. Nach Angaben SOHR kamen dabei wenigstens 28 Kämpfer ums Leben. Die kurdischen Einheiten machten nach eigenen Angaben außerdem zahlreiche Gefangene.
Am 23. Februar wurden nach Angaben von Aktivisten in Atmeh, einem von Rebellen kontrollierten Grenzort zur Türkei, bei einem Autobombenanschlag auf ein Feldhospital 14 Menschen getötet und 70 verwundet. Bei einer Selbstmordattacke von Mitgliedern der radikalislamistischen ISIL auf das Hauptquartier der islamistischen Rebellengruppe Ahrar al-Scham in Aleppo wurde deren Kommandant Abu Chaled al-Suri getötet. Suri galt als Vertrauter des derzeitigen Führers von al-Qaida, Ayman al-Zawahiri.
In der Nacht auf den 24. Februar griffen nach unbestätigten Angaben israelische Kampfflugzeuge einen Stützpunkt der Hisbollah in der Region Janda im Grenzgebiet zwischen dem Libanon und Syrien mit Raketen an. Bei Angriffen der syrischen Luftwaffe wurden nach Angaben der SOHR in verschiedenen Landesteilen 26 Menschen getötet.
Am 25. Februar wurde eine Audio-Botschaft des Führers der al-Nusra-Front und Vertreters von al-Qaida in Syrien, Abu Muhammad al-Dschaulani, veröffentlicht, in welcher er die Kämpfer der rivalisierenden ISIL aufforderte, binnen fünf Tagen einer Schlichtung durch Religionsschulen zuzustimmen, um die Kämpfe zwischen den Gruppen zu beenden. Anderenfalls drohte er der ISIL mit einem „Krieg bis zur Vernichtung“. Bei Kämpfen in der Region von Aleppo machten Regierungstruppen unterstützt von paramilitärischen Milizen nach Angaben der SOHR Bodengewinne gegen Rebellen im Umfeld des Flughafens. Dabei seien wenigstens 17 Rebellen getötet worden. Gebiete um die Stadt Yabrud wurden nach Angaben von Aktivisten erneut von syrischen Regierungstruppen mit Artillerie beschossen. Auch in den anderen Landesteilen gingen die Kämpfe zwischen den verschiedenen Konfliktparteien weiter. Die SOHR bezifferte die Zahl der Todesopfer landesweit an diesem Tag mit 222.
Am 26. Februar meldeten staatliche syrische Medien, dass bei einem Überfall syrischer Regierungstruppen auf eine Gruppe von Rebellen der al-Nusra-Front und der Liwa al-Islam nahe Otaiba, einer Ortschaft im Gebiet von Ost-Ghuta bei Damaskus, 175 Rebellen getötet wurden, darunter zahlreiche ausländische Kämpfer. Nach Angaben der SOHR wurde die Attacke von Kämpfern der libanesischen Hisbollah geführt.
Am 27. Februar erklärten Vertreter der oppositionellen Nationalkoalition syrischer Revolutions- und Oppositionskräfte (SNC), dass es sich bei den am Vortag bei Otaiba getöteten Menschen zum großen Teil um zivile Flüchtlinge gehandelt habe, die versuchten, aus dem belagerten Ost-Ghuta zu entkommen. Die Vereinten Nationen wurden aufgefordert, eine Untersuchung des Massakers einzuleiten.
Am 28. Februar zogen sich die Kämpfer der ISIL aus der 5 Kilometer südlich der türkischen Grenze gelegenen Stadt Azaz zurück, die sie fünf Monate zuvor von anderen Rebellengruppen erobert hatten und deren Umgebung zuletzt Schauplatz heftiger Kämpfe war. Nach Angaben der SOHR kamen seit Jahresbeginn bei Kämpfen unter den Rebellen 3.300 Menschen ums Leben. Bei einem Angriff der syrischen Luftwaffe auf den von Sunniten bewohnten Grenzort Arsal im Libanon wurden 2 Menschen getötet und 5 weitere verletzt.

## März
Am 1. März wurden nach Angaben von Aktivisten bei einem Angriff der syrischen Luftwaffe auf die Ortschaft Kfar Tarakhim in der nordwestlichen Provinz Idlib 13 Menschen getötet und zahlreiche weitere verletzt.
Am 2. März brach der für das ehemalige Palästinenserlager Jarmuk geschlossene Waffenstillstand zusammen, als neue Kämpfe zwischen Rebellen einerseits und regierungstreuen Truppen und Milizen sowie Kämpfern der PFLP-GC andererseits ausbrachen. Der Sprecher der UN in Damaskus, Chris Gunness, äußerte sich zutiefst besorgt wegen der verheerenden humanitären Situation über die Unterbrechung der Möglichkeit von Hilfslieferungen. Nach Angaben von Aktivisten sind in Jarmuk aufgrund der seit fast einem Jahr andauernden Belagerung durch Regierungstruppen mehr als 100 Menschen an Hunger oder durch Hunger verursachten Krankheiten ums Leben gekommen.
Am 3. März wurden bei schweren Kämpfen im Gebiet von Yabrud, einer strategisch wichtigen Stadt im Grenzgebiet zum Libanon, nach Angaben der SOHR dutzende Menschen getötet, darunter 17 Rebellenkämpfer, 15 Angehörige des syrischen Militärs und verbündeter Milizen sowie wenigstens 4 Kämpfer der Hisbollah. Flugzeuge der syrischen Luftwaffe griffen erneut Außenbezirke der libanesischen Grenzstadt Arsal an. Rebellen der al-Nusra-Front feuerten im Gegenzug Raketen auf die als Hochburg der Hisbollah geltende libanesische Ortschaft Brital.
Am 4. März teilte die Organisation für das Verbot chemischer Waffen (OPCW) mit, dass mittlerweile ein Drittel der 1.300 metrischen Tonnen an chemischen Waffen der syrischen Armee an die Organisation übergeben und außer Landes geschafft worden seien.
Am 5. März griffen syrische Kampfflugzeuge erneut die Umgebung der libanesischen Stadt Arsal, deren Einwohner als „rebellenfreundlich“ galten und in deren Gebiet sich viele Flüchtlinge aus Syrien geflüchtet hatten, mit Raketen an. Die syrische Luftwaffe bombardierte nach Angaben der SOHR außerdem Aleppo und Yabrud. Kämpfer der kurdischen PYD-Miliz zogen sich nach Vereinbarungen mit lokalen Würdenträgern aus dem Dorf Tal Barrak zurück. Die Untersuchungskommission der Vereinten Nationen zur Lage der Menschenrechte in Syrien warf in ihrem siebten Bericht betreffend den Zeitraum von Juli 2013 bis zum 15. Januar 2014 den Kriegsparteien zahllose Kriegsverbrechen vor. Darüber hinaus machte sie den Sicherheitsrat der Vereinten Nationen durch sein Nichthandeln dafür mitverantwortlich, dass die kämpfenden Parteien ungestraft gegen die Genfer Konventionen zum Schutz von Zivilisten verstoßen könnten. Israelische Truppen töteten im Grenzgebiet zu den israelisch besetzten Golanhöhen zwei Kämpfer der Hisbollah, die nach Angaben eines Armeesprechers versuchten, am Grenzzaun eine Bombe zu legen.
Am 6. März wurden nach Angaben des syrischen Staatsfernsehens in Hama bei einem Autobombenanschlag 5 Menschen getötet und 22 verletzt. Nach Angaben von Aktivisten galt der Anschlag einem Hauptquartier der Sicherheitskräfte. Bei einem weiteren Autobombenanschlag in einem von der Regierung kontrollierten Viertel von Homs wurden nach Angaben eines Regierungsvertreters 13 Zivilisten getötet und mehr als 30 verletzt. Zwei Selbstmordattentäter der ISIL sprengten sich nach Angaben der SOHR in einer belagerten Basis der Regierungstruppen in der Provinz Raqqa in die Luft. Heftige Kämpfe tobten in Morek und Chan Scheichun zwischen Regierungstruppen und Rebellen um die Kontrolle der strategisch wichtigen Straßenverbindung zwischen Hama und Idlib. Dabei kamen nach Angaben der SOHR 15 Regierungssoldaten ums Leben.
Am 7. März warfen Kampfhubschrauber der syrischen Luftwaffe nach Angaben der SOHR auf die von Rebellen gehaltene Stadt Yabrud im Grenzgebiet zum Libanon sog. Fassbomben ab und töteten wenigstens 6 Menschen. In Maslamieh und Aleppo wurden ebenfalls Menschen Opfer von Luftangriffen. Nach einem Monatsbericht von Aktivisten starben allein im Februar mehr als 1.000 Zivilisten in Aleppo infolge des Bürgerkrieges. Bei den anhaltenden Kämpfen um die Ortschaft Morek kamen nach Angaben der SOHR 14 Mitglieder regierungstreuer Sicherheitskräfte und 9 Rebellen ums Leben.
Bis zum 15. März stieg die Zahl der Todesopfer bei dreitägigen Kämpfen zwischen Anhängern des syrischen Staatschefs Assad und Unterstützern der Rebellen in der nordlibanesischen Stadt Tripoli nach Angaben aus Sicherheitskreisen auf 10. Mehr als 50 Menschen wurden verwundet.
Am 16. März eroberten Regierungstruppen und regierungstreue Milizen zusammen mit verbündeten Kämpfern der libanesischen Hisbollah den strategisch wichtigen Ort Yabrud im Grenzgebiet zum Libanon. Syrische militärische Stellen berichteten, dass rund 1.400 Kämpfer der FSA, der Ahrar al-Scham und anderer Gruppen an den Vortagen aus dem Ort geflohen seien, während 1.000 weitere, die der Al-Nusra-Front angehört haben sollen, sich nach schweren Kämpfen in der Nacht und den frühen Morgenstunden des Tages in umliegende Dörfer abgesetzt hätten. Der Großteil der 40.000 bis 50.000 Einwohner war angesichts des heftigen Bombardements durch Regierungstruppen der letzten Monate schon vorher aus Yabrud geflohen. Nach Angaben der syrischen militärischen Quellen habe man nun 14 von 18 Grenzübergängen zum Libanon unter Kontrolle, in den nächsten Tagen plane man die verbliebenen vier zu sichern. Nach Angaben der SOHR wurden bei den Kämpfen 19 Mitglieder der Hisbollah-Miliz getötet. Im libanesischen Grenzort Arsal wurden nach Angaben der libanesischen Nachrichtenagentur LNNA 7 Tote und 100 Verwundete eingeliefert.
Am 18. März wurden 4 Soldaten einer israelischen Armeepatrouille auf den von Israel seit 1967 besetzten Golanhöhen bei einem Bombenanschlag in der Nähe des Grenzzaunes zu Syrien verletzt. Als Reaktion nahm israelische Artillerie syrische Armeestellungen in dem Gebiet jenseits des Zaunes unter Feuer. Die Vereinigten Staaten ordneten die Schließung aller diplomatischen und konsularischen Einrichtungen der syrischen Regierung in den USA an und forderten alle Diplomaten und alles Personal zur Ausreise bis Ende des Monats auf.
Am 19. März griff die israelische Luftwaffe in den frühen Morgenstunden in einem weiteren Vergeltungsschlag für den Bombenanschlag vom Vortag syrische Militärstellungen in der Nähe von Qunaitra an. Dabei wurden nach Angaben eines syrischen Militärsprechers ein syrischer Soldat getötet und sieben weitere verwundet. Rebellen eroberten nach Angaben von Aktivisten das Gharaz Zentralgefängnis in den Außenbezirken der Stadt Deraa in der Nähe der Grenze zu Jordanien von syrischen Regierungstruppen. Nach Angaben der SOHR wurden dabei 300 Häftlinge befreit. Im Gebiet südwestlich der zuvor eroberten Grenzstadt Yabrud nahmen syrische Regierungstruppen unterstützt von Kämpfern der Hisbollah auch das Dorf Ras al-Ain ein. Die libanesische Armee rückte im Bekaatal vor, um die Spannungen zwischen schiitischen und sunnitischen Teilen der lokalen Bevölkerung zu dämpfen. Diese waren angestiegen, nachdem im Zuge der Kämpfe um Yabrud libanesische Grenzorte unter Feuer geraten waren. Zudem waren zahlreiche Rebellen nach ihrer Niederlage unter den Flüchtlingen aus Yabrud in die überwiegend von Sunniten bewohnte Stadt Arsal geströmt. Bei Kämpfen mit kurdischen Milizen in Hassakeh wurden nach Angaben der Syrische Beobachtungsstelle für Menschenrechte (SOHR) 20 Mitglieder der radikalislamistischen ISIL getötet.
Am 20. März gab die Flüchtlingsorganisation der Vereinten Nationen bekannt, dass Syrer 2013 erstmals die größte Zahl von Asylanträgen in den Industriestaaten gestellt hätten. Afghanen und Russen belegten die Plätze zwei und drei. Die Zahl der Syrer, die in Europa Asyl beantragten, sei demnach um 32 % gegenüber dem Vorjahr gestiegen. Der überwiegende Teil wollte nach Deutschland, gefolgt von Schweden und Frankreich. Syrische Regierungstruppen nahmen nach dreimonatiger Belagerung die zum Weltkulturerbe zählende Kreuzfahrerburg Krak des Chevaliers und die an ihrem Fuß gelegene Ortschaft al-Hosn ein. Bei ihrer Flucht durch einen Fluss in den nahen Libanon wurden nach Angaben von libanesischem medizinischem Personal 8 Rebellen getötet und 41 verletzt. Nach Angaben der libanesischen Nachrichtenagentur LNNA wurden auch libanesische Dörfer in der Region Wadi Chaled von Geschossen der Armee getroffen. Die OPCW erklärte, dass mit der insgesamt elften Übergabe von toxischen Chemikalien am Tage, 54 % der von der syrischen Regierung deklarierten chemischen Waffen zerstört oder übergeben worden seien. Erstmals konnten Lastkraftwagen mit humanitären Hilfsgütern der Vereinten Nationen von der Türkei aus bei Nusaybin die Grenze nach Syrien überqueren. Die Güter waren für die überwiegend von Kurden bewohnte Region um Qamischli bestimmt.
Am 21. März starben in Folge von Kämpfen zwischen Anhängern und Gegnern des syrischen Präsidenten Assad in der nordlibanesischen Hafenstadt Tripoli 11 Menschen.
Am 22. März eroberten Rebellen der al-Nusra-Front und der Ahrar al-Scham-Brigade am zweiten Tag einer Offensive in der Provinz Latakia mit Kessab einen der letzten Grenzübergänge zwischen Syrien und der Türkei, der noch in der Hand von Regierungstruppen gewesen war. Nach Angaben der SOHR forderten die Kämpfe 13 Tote unter den Rebellen und 16 Tote unter Regierungssoldaten und regierungstreuen Milizen und dauerten weiter an.
Am 23. März schossen türkische Kampfflugzeuge vom Typ F-16 im Grenzgebiet zu Syrien eine syrische Militärmaschine vom Typ MiG-23 ab. Nach syrischen Angaben konnte der Pilot sich mit dem Schleudersitz retten. Der Zwischenfall – für den sich beide Regierungen gegenseitig verantwortlich machten – ereignete sich im Gebiet um den Grenzübergang von Kessab. Dort dauerten die schweren Kämpfe zwischen Rebellen und regierungsloyalen Einheiten an. Laut des syrischen Staatsfernsehens kam dabei Hilal al-Assad, ein Cousin des syrischen Staatschefs und örtlicher Führer der regierungstreuen NDF-Miliz, ums Leben. Nach Angaben der SOHR starteten Rebellen eine weitere Offensive in Solas 25 km südlich von Kessab. Im Südteil von Beirut wurde bei Schießereien zwischen Anhängern und Gegnern des syrischen Präsidenten Assad ein Mensch getötet und zehn weitere verletzt.
Am 24. März dauerten die heftigen Kämpfe um die von armenischen Christen bewohnte Ortschaft Kessab und den nahen Grenzübergang an. Regierungstruppen versuchten nach Angaben von Aktivisten mit Hilfe von Verstärkungen und Unterstützung der Luftwaffe die Rebellen zurückzudrängen. Rebellen feuerten Raketen auf die Hafenstadt Latakia ab und töteten 8 Menschen. Die Menschenrechtsorganisation Human Rights Watch (HRW) erklärte, Satellitenaufnahmen belegten allein für den Zeitraum von Anfang November 2013 bis Ende Februar 2014 den Einschlag von 340 „hochexplosiven, ungelenkten Bomben“ im von Rebellen kontrollierten Teil von Aleppo. Nachdem Einheiten der Rebellen am Wochenende in Aleppo einige strategische Positionen eingenommen hatten, antworteten Truppen der Assad-Regierung erneut mit dem Abwurf von Fassbomben aus Helikoptern. Im Nordosten des Landes lieferten sich nach Angaben der SOHR Einheiten des militärischen Arms der Kurdenorganisation PYD, der YPG, heftige Kämpfe mit der radikalislamistischen ISIL im Gebiet von Tal Abyad. Dabei seien nach Angaben der PYD in den zurückliegenden Tagen 60 Kämpfer der ISIL getötet worden.
Am 25. März eroberten islamistische Rebellen nach Angaben von Aktivisten mit dem Dorf Samra in der Provinz Latakia erstmals einen Gebietsstreifen an der Küste des Mittelmeeres. Nach Angaben der SOHR kamen bei Kämpfen um einen strategisch bedeutsamen Berg nahe dem Grenzübergang Kessab 14 Pro-Assad-Kämpfer und 6 Rebellen, vor allem ausländische Dschihadisten, ums Leben. 75 verletzte Rebellen der Kämpfe der letzten Tage wurden zur weiteren ärztlichen Versorgung in die Türkei transportiert. Bei der Besetzung des christlichen Kessab versuchten sich die Islamisten erstmals in einem neuen Licht darzustellen, indem sie Videos von Kämpfern veröffentlichten, die eine Kirche beschützten.
Am 26. März dauerten die schweren Kämpfe im Grenzgebiet von Kessab in der Provinz Latakia den sechsten Tag in Folge an. Kämpfer der Rebellen versuchten nach Angaben von Aktivisten, weiter ins alawitische Kernland der Provinz vorzustoßen und griffen Regierungstruppen in Qastal Maaf und Nabaain an. Die SOHR schätzte die Zahl der Todesopfer auf beiden Seiten auf jeweils etwa einhundert. In der libanesischen Hafenstadt Tripoli kamen erneut 3 Menschen bei Gefechten zwischen Anhängern und Gegnern des syrischen Staatschefs Assad ums Leben.
Am 27. März versuchten Regierungstruppen durch Luftangriffe und Artilleriebeschuss die Rebellenkräfte im Norden der Provinz Latakia zurückzudrängen. Nach Angaben der SOHR kamen dort bei Kämpfen 13 Rebellen und 23 Soldaten bzw. Mitglieder regierungsnaher Milizen ums Leben. Im Grenzgebiet zu Libanon rückten Regierungstruppen unter Gefechten auf die Ortschaft Flita vor. In der Provinz von Deir al-Zor lieferten sich Kämpfer der al-Nusra-Front und des ISIL nach Angaben der SOHR Gefechte um die Kontrolle des Jafra-Ölfeldes und des Conoco-Erdgasfeldes, nachdem die nahegelegene Ortschaft Busaira bereits am Vortag vom ISIL eingenommen worden war.
Am 28. März gingen die erbitterten Kämpfe in allen Landesteilen weiter. Schwerpunkte waren erneut der Norden der Provinz Latakia und die Grenzregion zum Libanon. Im Gebiet von Kessab blieben Versuche der Regierungstruppen, die Rebellen wieder zurückzudrängen, erfolglos. Nach Angaben der SOHR forderten die seit einer Woche andauernden Gefechte im Gebiet allein unter Regierungstruppen und verbündeten Milizen 150 Todesopfer. Tausende Menschen seien auf der Flucht in Richtung Latakia. Die syrische Luftwaffe bombardierte die Ortschaft Flita in der Grenzregion zu Libanon. Die UN-Nothilfekoordinatorin Valerie Amos unterrichtete die Mitglieder des Sicherheitsrates der Vereinten Nationen, dass es ungeachtet der Resolution 2139 vom 22. Februar keine Fortschritte bei der Versorgung von Zivilisten in den von syrischen Regierungstruppen belagerten Gebieten mit humanitären und medizinischen Hilfsgütern gebe. Sie machte vor allem die syrische Regierung dafür verantwortlich, dass es auch einen Monat nach dem Beschluss mehr als 3 Millionen Menschen in Syrien an dem Nötigsten mangele.
Am 29. März eroberten nach Angaben des syrischen Staatsfernsehens syrische Regierungstruppen unterstützt von Kämpfern der libanesischen Hisbollah die beiden Dörfer Flita und Ras Maara in den Qalamun-Bergen im Grenzgebiet zu Libanon. Nach Angaben der libanesischen Nachrichtenagentur LNNA flüchteten rund 700 Menschen aus dem Gebiet über die Grenze in Richtung Arsal. Auf der libanesischen Seite der Grenze wurden bei Arsal bei einem Selbstmordautobombenanschlag auf einen Kontrollposten der libanesischen Armee 3 Soldaten getötet und 4 weitere verletzt. Islamistische Gruppen hatten Anschläge auf die libanesische Armee angedroht, weil diese in ihren Augen mit der schiitischen Hisbollah zusammenarbeite. An der Grenze zum Irak brachten nach Angaben der SOHR Kämpfer des ISIL die Ortschaft Markada unter ihre Kontrolle. Nach Angaben der SOHR verloren dabei mehr als 50 Menschen sowohl auf Seiten des ISIL, als auch auf Seiten ihrer Gegner, Kämpfern der al-Nusra-Front und anderer Rebellen ihr Leben.
Auch am 30. März gingen nach Angaben von Aktivisten die Kämpfe im nördlichen Teil der Provinz Latakia zwischen Rebellen und Regierungstruppen sowie regierungstreuen Milizen unvermindert weiter und forderten auf beiden Seiten zahlreiche Opfer. In den Qalamun Bergen im Grenzgebiet zu Libanon rückten Regierungstruppen unterstützt von Kämpfern der Hisbollah auf die Ortschaft Rankous vor. Die syrische Luftwaffe warf erneut sog. Fassbomben auf von Rebellen kontrollierte Stadtteile von Aleppo ab. Dabei kamen mindestens 4 Menschen ums Leben. Im Gegenzug beschossen Rebellen Stadtteile unter Kontrolle der Regierung und töteten dabei 2 Zivilisten und verletzten mindestens 4 weitere.
Am 31. März versuchten Regierungstruppen und regierungstreue Milizen mit einer Gegenoffensive die Rebellen in der Provinz Latakia zurückzudrängen. Nach Angaben des staatlichen syrischen Fernsehens gelang es ihnen dabei den strategisch wichtigen „Aussichtspunkt 45“ zurückzuerobern. Nach Angaben der SOHR wurden seit Beginn der „al-Anfal“-Offensive der Rebellen am 21. März an dieser Front auf beiden Seiten mehr als 1.000 Menschen getötet oder verwundet. Der syrische Informationsminister Omran Zoabi beschuldigte die Türkei, Kämpfer über die Grenze zu schicken. Türkische Artillerie feuerte über die Grenze, nachdem eine Rakete eine Moschee auf türkischem Gebiet getroffen und eine Frau verletzt hatte.

## April
Am 1. April teilte die Syrische Beobachtungsstelle für Menschenrechte (SOHR) mit, dass seit Beginn des Bürgerkrieges im März 2011 nach ihrer Zählung mehr als 150.000 Menschen getötet worden seien. Darunter seien mehr als 50.000 Zivilisten und unter diesen fast 8.000 Kinder. Allein bei einem Luftangriff mit sog. Fassbomben auf die Ortschaft Maaret al-Artiq in der Provinz Aleppo wurden nach Angaben der SOHR 31 Menschen getötet.
Am 2. April wurden wieder heftige Kämpfe aus allen Landesteilen gemeldet. Im Norden der Provinz Latakia warfen Rebellengruppen nach Angaben von Aktivisten den Angriff von Regierungstruppen und regierungstreuen Milizen auf den strategisch bedeutsamen „Aussichtspunkt 45“ zurück. Helikopter der syrischen Luftwaffe warfen erneut Fassbomben auf Stadtteile von Aleppo ab, wobei 5 Menschen getötet wurden. Rebellen beschossen die Innenstadt von Damaskus mit Mörsern und töteten nach Angaben der staatlichen syrischen Nachrichtenagentur SANA 5 Menschen. Schauplatz erbitterter Kämpfe mit zahlreichen Todesopfern auf beiden Seiten waren nach Angaben der SOHR die östlichen Vororte der Hauptstadt Damaskus, Jobar, Douma und Mliha. Auch die Gefechte in den Qalamun-Bergen und in Deraa hielten an.
Am 3. April teilte das Flüchtlingskommissariat der Vereinten Nationen (UNHCR) mit, dass mit der Registrierung eines 18-jährigen Studenten aus Homs die Zahl von offiziell einer Million syrischen Flüchtlingen im Libanon erreicht sei. Bei einer Bevölkerungszahl von 4 Millionen sei der Anteil von Flüchtlingen in dem Land mittlerweile der größte weltweit. Der Hohe Kommissar für Flüchtlingsfragen, Antonio Guterres, erklärte, die Situation stelle das kleine Land vor massive Probleme. Guterres forderte die internationale Gemeinschaft dringend zur Unterstützung auf, nicht zuletzt auch „um die weitere Erosion von Frieden und Sicherheit innerhalb einer ohnehin fragilen Gesellschaft zu stoppen“. Brennpunkte der militärischen Auseinandersetzungen waren weiterhin der Norden der Provinz Latakia und östliche Vororte von Damaskus. In Latakia wurden nach Angaben der SOHR allein bei den Kämpfen um den strategisch bedeutsamen „Aussichtspunkt 45“, dessen Kontrolle in den Vortagen mehrfach gewechselt hatte, mehr als 30 Menschen getötet. Eines der Opfer der Kämpfe soll nach verschiedenen Quellen auch der Marokkaner Brahim Benchakroun, Führer der islamistischen Scham al-Islam Bewegung, gewesen sein. Die syrische Regierung teilte der gemeinsamen Mission von OPCW und Vereinten Nationen mit, dass sie angesichts der Sicherheitslage in der Provinz Latakia den Abtransport ihrer Chemiewaffen aussetze. Besonders umkämpft waren nach Angaben der SOHR auch die Vororte von Damaskus, Mliha und Jobar. Dabei habe die syrische Regierungsarmee auch Boden-Boden-Raketen eingesetzt. Nach Angaben der syrischen Nachrichtenagentur beschossen Rebellen erneut von der Regierung kontrollierte Stadtteile von Damaskus mit Mörsergranaten. Dabei seien 6 Kinder getötet und zahlreiche weitere Menschen verletzt worden.
Am 4. April eroberten islamistische Rebellen nach Angaben von Aktivisten die Ortschaft Babolin an der Überlandstraße zwischen Damaskus und Aleppo von Regierungstruppen. Nach Angaben der SOHR wurden dabei 18 Soldaten getötet. Die Kämpfe waren Bestandteil der seit Monaten andauernden Auseinandersetzung um die Kontrolle eines wichtigen Straßenabschnitts zwischen Morek und Maaret al-Numan. In Aleppo wurden bei einem Luftangriff auf den von Rebellen kontrollierten Stadtteil Schaar 11 Menschen getötet. Die Kämpfe um östliche Vororte von Damaskus hielten laut Aktivisten ebenso an, wie im Norden der Provinz Latakia. Nach Angaben der staatlichen syrischen Nachrichtenagentur SANA wurden in Damaskus durch erneuten Mörserbeschuss der Rebellen 22 Menschen im überwiegend christlichen Stadtteil Bab Touma verletzt. Zum wiederholten Male feuerte türkische Artillerie laut einer Erklärung der Armeeführung über die Grenze als Reaktion auf Geschosse, die den Grenzort Yayladadi in der Provinz Hatay getroffen hätten. In einer Audio-Botschaft forderte al-Qaida-Chef Aiman al-Zawahri die rivalisierenden Islamistengruppen erneut auf, „unabhängige, islamische Vermittlung“ zu akzeptieren, um die seit Monaten andauernden Kämpfe untereinander zu beenden.
Am 6. April wurden nach Angaben der SOHR mindestens 29 Rebellen bei der Explosion eines Autos auf dem al-Dschadsch-Markt in der Altstadt von Homs getötet. Zur Ursache der Explosion wurden unterschiedliche Angaben gemacht. Die heftigen Kämpfe um die östlichen Vororte von Damaskus und den Norden der Provinz Latakia dauerten an. Durch Mörserbeschuss von Rebellen auf das Zentrum von Damaskus wurden nach Angaben der staatlichen syrischen Nachrichtenagentur SANA am Opernhaus 2 Menschen getötet und 8 weitere verwundet. Helikopter der syrischen Luftwaffe warfen nach Angaben von Aktivisten wieder sog. Fassbomben in den Provinzen Aleppo, Deraa und Latakia ab.
Am 7. April teilte ein UN-Sprecher mit, dass die Größe der Lebensmittelpakete für syrische Flüchtlinge um ein Fünftel reduziert werden müssten, da die Vereinten Nationen bisher nur 1,1 Mrd. der von den Geberländern auf der Hilfskonferenz im Januar versprochenen 2,3 Mrd. US-Dollar erhalten hätten. WFP-Exekutivdirektor Amir Abdullah habe im vergangenen Monat 4,1 Mio. Menschen innerhalb Syriens mit Nahrungsmittelhilfen erreicht. Der UN-Hochkommissar für Flüchtlinge, António Guterres bezifferte die Zahl der Flüchtlinge innerhalb Syriens (displaced persons) auf insgesamt 6,5 Mio., die Zahl derjenigen, die das Land verlassen hätten, auf mittlerweile rund 3 Mio. Menschen. Die verlustreichen Kämpfe in den Vororten von Damaskus dauerten an. Vertreter der Rebellen vermeldeten Erfolge in Aleppo und der Provinz Quneitra an der Grenze zu Israel. In der von Rebellen kontrollierten Altstadt von Homs wurde der niederländische Jesuitenpater Frans van der Lugt (75) von einem maskierten Unbekannten ermordet. Alle Seiten äußerten ihre Abscheu über die Tat.
Am 8. April eröffneten nach Angaben der SOHR Regierungstruppen unter Führung der libanesischen Hisbollah-Miliz ihre Schlussoffensive auf Rankus, eine der letzten Ortschaften in den Qalamun-Bergen im Grenzgebiet zu Libanon unter Kontrolle der Rebellen, und eroberten eine strategisch wichtige Anhöhe und kreisten die Stadt ein. Erstmals seit 10 Monaten erreichte wieder eine Lieferung mit humanitären Hilfsgütern die von Rebellen gehaltenen Stadtteile von Aleppo, wie der Sprecher des Roten Halbmondes, Khaled Erksoussi, gegenüber AFP erklärte.
Am 9. April eroberten syrische Regierungstruppen zusammen mit Kämpfern der libanesischen Hisbollah die Stadt Rankus im Grenzgebiet zum Libanon. Mit dem Fall von Rankus verloren die Rebellen die letzte größere Ortschaft in den Qalamun-Bergen. Gleichzeitig wurde eine für die Rebellen im Umfeld der Hauptstadt Damaskus wichtige Nachschublinie unterbrochen. Die seit sechs Monaten andauernden Kämpfe in der Region hatten zehntausende Menschen zur Flucht in den Libanon gezwungen. Im überwiegend von Alawiten bewohnten Stadtteil Karm al-Loz von Homs kamen bei der Detonation zweier Autobomben nach Angaben der staatlichen syrischen Nachrichtenagentur SANA mindestens 25 Menschen ums Leben und mehr als 100 wurden verletzt.
Am 10. April kamen beim Angriff von Dschihadisten der radikalislamistischen ISIL auf Abu Kamal, eine von Kämpfern der al-Nusra-Front und lokalen Verbündeten kontrollierten Stadt an der Grenze zum Irak, nach Angaben der SOHR 51 Menschen ums Leben. Während die Kämpfe in der Stadt andauerten, verblieb der eigentliche Grenzübergang nach Angaben eines AFP-Reporters unter Kontrolle der FSA. In Homs erschossen Unbekannte 14 Menschen, darunter auch Kinder, im Stadtteil Karm al-Zeitoun. Die Kriegsparteien machten sich gegenseitig für die Tat verantwortlich. Zahlreiche Mörsergeschosse schlugen nach Informationen der SOHR in von der Regierung kontrollierte Stadtteile von Damaskus ein und töteten 2 Menschen und verwundeten 22 weitere.
Am 11. April vertrieben Kämpfer der al-Nusra und verbündeter Milizen nach Angaben von Aktivisten die Dschihadisten der radikalislamistischen ISIL in heftigen Kämpfen wieder aus der Grenzstadt Abu Kamal in der Provinz Deir al-Zor. Die Zahl der Opfer der zweitägigen Auseinandersetzungen wurden von der SOHR mit 68 beziffert. Erbitterte Gefechte und Luftangriffe meldete die SOHR auch aus Aleppo. Dabei seien 12 Rebellen und 9 Angehörige der Regierungsarmee oder regierungstreuer Milizen getötet worden. Ebenso gingen die Kämpfe in den Qalamun Bergen und in der Umgebung von Damaskus weiter.
Am 12. April beschuldigten sich beide Kriegsparteien des neuerlichen Einsatzes von Giftgas bei Kämpfen um die Ortschaft Kafr Zita in der Provinz Hama am Vortag. Nach Angaben der SOHR hätten Flugzeuge der syrischen Luftwaffe Sprengkörper abgeworfen, die Gase freisetzten, die zu Ersticken und Vergiftung führten. Das syrische Staatsfernsehen behauptete, Kämpfer der Al-Nusra-Front hätten Chlorgas freigesetzt und dadurch 2 Menschen getötet und mehr als 100 verletzt. In Aleppo lieferten sich Rebellen und Regierungstruppen erbitterte Kämpfe um einen Stützpunkt des Militärgeheimdienstes im Stadtteil Zahra. Flugzeuge der syrischen Luftwaffe bombardierten von Rebellen kontrollierte Stadtteile und töteten dabei im Stadtteil Raschidun 4 Rebellenkämpfer. Islamistische Rebellen beschossen nach Angaben der SOHR von der Regierung gehaltene Stadtteile und töteten dabei 10 Menschen, darunter 5 Kinder.
Am 14. April eroberten syrische Regierungstruppen das vor dem Krieg von Christen bewohnte Dorf Maaloula nördlich von Damaskus von Rebellen zurück. Der historische Wallfahrtsort mit bedeutenden Kirchen und Klöstern hatte mehrfach den Besitzer gewechselt und war zuletzt im Dezember 2013 von islamistischen Kämpfern erobert worden.
Am 15. April drangen nach Angaben des Staatsfernsehens syrische Regierungstruppen und regierungstreue NDF-Milizen unterstützt von heftigem Artilleriefeuer in von Rebellen gehaltene Teile der Altstadt von Homs vor. Nördlich von Damaskus rückten Regierungstruppen unterstützt von Kämpfern der Hisbollah weiter vor und nahmen die Ortschaft Aasal al-Ward ein. Die schweren Kämpfe im nördlichen Teil von Aleppo und den Vororten von Damaskus dauerten an. Nach Angaben der staatlichen Nachrichtenagentur SANA wurde im überwiegend von Christen bewohnten Stadtteil Bab Touma durch Mörserbeschuss ein Kind getötet und 36 weitere Personen verletzt.
Am 16. April zerstörten Kampfflugzeuge der jordanischen Luftwaffe mehrere Fahrzeuge, die versuchten, von Syrien kommend, die Grenze zu überqueren. Nach Presseberichten handelte es sich vermutlich um Rebellenkämpfer, die sich den Kämpfen mit Truppen der syrischen Regierung durch die Überquerung der Grenze entziehen wollten.
Am 17. April griffen Rebellen eine strategisch bedeutsam gelegene Kaserne im Norden Aleppos an. Bei den schweren Kämpfen kamen nach Angaben der SOHR 27 Regierungssoldaten und Angehörige regierungstreuer Milizen und 20 Kämpfer der Rebellen ums Leben. Durch Raketenbeschuss von Rebellen kamen im von Regierungstruppen gehaltenen Teil Aleppos wenigstens 11 Zivilisten ums Leben, weitere 40 wurden nach Angaben der SOHR verletzt. Der Beauftragte der Vereinten Nationen für Syrien, Lakhdar Brahimi, bedauerte, dass durch den Ausbruch neuer Kämpfe in Homs aussichtsreiche Verhandlungen über ein Ende der Belagerung der Altstadt „brutal unterbrochen“ worden seien. Er appellierte an die Konfliktparteien, an den Verhandlungstisch zurückzukehren. Rebellen gaben die Zahl der in den seit fast zwei Jahren belagerten Gebieten von Homs verbliebenen Menschen mit 1.300 an.
Am 18. April kamen nach Angaben des syrischen Staatsfernsehens bei einem Autobombenanschlag vor einer Moschee im von Regierungstruppen kontrollierten Teil von Homs mindestens 14 Menschen ums Leben und Dutzende weitere wurden verletzt. Gleichzeitig gingen die Kämpfe um die Altstadt weiter. Der libanesische Grenzort Tfail, der nur über eine Straße durch Syrien zu erreichen ist, wurde von syrischen Regierungstruppen beschossen. In die Ortschaft im Qalamun-Gebirge hatten sich angesichts von Kämpfen zwischen Regierungstruppen und Rebellen rund 5.000 Menschen aus Syrien geflüchtet.
Am 19. April erinnerte UNRWA-Sprecher Chris Gunness in einem Interview mit der britischen Zeitung The Observer daran, dass im Palästinenserlager Jarmuk bei Damaskus 18.000 Menschen aufgrund der seit nahezu 18 Monaten andauernden Belagerung durch syrische Regierungstruppen vom Verhungern bedroht seien. Zwar habe es im Januar eine Vereinbarung über die Lieferung von Hilfsgütern gegeben, diese sei aber im letzten Monat zusammengebrochen.
Am 20. April kamen bei Angriffen der syrischen Luftwaffe auf Aleppo nach Angaben der SOHR im Distrikt al-Ferdous 29 Menschen und im Stadtteil Baeedeen 14 Menschen ums Leben. Fünf weitere wurden im Dorf Tlajabin Opfer von sog. „Fassbomben“. Im Nordosten Syriens wurden nach Angaben der SOHR bei einem Selbstmordanschlag mit zwei Autobomben 16 Kämpfer des ISIL getötet. Der Anschlag sei von zwei Mitgliedern der rivalisierenden al-Nusra-Front ausgeführt worden. Unter den Opfern war nach einer Erklärung des ISIL auch der ehemalige deutsche Rapper Denis Cuspert („Deso Dogg“).
Am 21. April kündigte die syrische Regierung Präsidentschaftswahlen für den 3. Juni 2014 an. Vertreter der Opposition, der EU und der US-Regierung verurteilten die Möglichkeit einer Wahl zum gegenwärtigen Zeitpunkt und den aktuellen Umständen als „Parodie von Demokratie“. U.N.-Generalsekretär Ban Ki-moon erklärte: „Solch eine Wahl wäre unvereinbar mit Buchstaben und Geist des Genfer Kommuniqués“, wobei er sich auf die Vereinbarung zu einem politischen Übergang aus dem Juni 2012 bezog. Durch Mörserbeschuss wurden nach Angaben der staatlichen Nachrichtenagentur SANA in der Nähe des Parlamentsgebäudes im Zentrum von Damaskus 3 Menschen getötet.
Am 22. April warfen Aktivisten syrischen Regierungstruppen vor, beim Bombardement von Darayya, einem Vorort von Damaskus, zum wiederholten Male Chlorgas eingesetzt zu haben. Westliche Regierungen forderten eine Untersuchung der Vorwürfe. Boris Michel, Leiter der Delegation des Internationalen Roten Kreuzes für Syrien, nannte die eskalierende Gewalt im nördlichen Teil von Aleppo „erschütternd und unakzeptabel“. Das IKRK erwarte dringend die Erlaubnis der Regierung, Hilfsgüter in die Stadt bringen zu dürfen.
Am 23. April forderten die Vorsitzenden der wichtigsten humanitären Hilfsorganisationen UNICEF, UNHCR, WHO und WFP zusammen mit der UN-Nothilfekoordinatorin Valerie Amos in einem gemeinsamen Appell die syrische Regierung und die Opposition auf, endlich die dringend benötigte humanitäre Hilfe für die Millionen vom Bürgerkrieg betroffenen Menschen in Syrien zu ermöglichen. Die Belagerung von Städten bzw. Stadtteilen wie Aleppo, der Altstadt von Homs oder Jarmuk müsse ebenso beendet werden, wie das Bombardement von Zivilisten.
Am 24. April wurden bei Luftangriffen der syrischen Luftwaffe in der Provinz Aleppo nach Angaben der SOHR mindestens 48 Menschen getötet. Allein 30 davon kamen beim Angriff auf einen Marktplatz im Dorf Atareb ums Leben. In der im Süden Syriens gelegenen Provinz Daraa wurden nach Angaben der SOHR bei der Eroberung des strategisch wichtigen Berges Tal al-Dschabiyeh 31 Rebellen und Dschihadisten und eine unbekannte Zahl von Regierungssoldaten getötet. Nach Angaben von Aktivisten hatten Regierungstruppen den Berg zum Beschuss von rebellenkontrollierten Gebieten genutzt.
Am 25. April verkündete die Ahl al-Scham, eine Dachorganisation mehrerer islamistischer, al-Qaida nahestehender Rebellengruppen, einen Waffenstillstand mit der Kurdenmiliz YPG in Aleppo. Gefangene sollten ausgetauscht und gemeinsam das „Regime der Alawiten“ bekämpft werden. Erneut warfen Helikopter der syrischen Luftwaffe nach Angaben von Aktivisten Fassbomben auf von Rebellen kontrollierte Stadtteile von Aleppo ab. In der südlichen Provinz Deraa gingen nach Angaben der SOHR die Kämpfe um einige strategisch wichtige Berge in der Nähe der belagerten Stadt Nawa weiter.
Bis zum 26. April wurden nach Angaben der SOHR bei den seit zwei Tagen andauernden Kämpfen um strategisch wichtige Positionen in der Provinz Deraa 45 Rebellen und 43 Angehörige von Regierungstruppen getötet.
Am 27. April stand einmal mehr Aleppo im Brennpunkt des Konfliktes. Rebellen sprengten im Rahmen einer Offensive das Gebäude der Kammer des Industrieverbandes, das von syrischen Regierungstruppen als Hauptquartier genutzt wurde. Dabei kamen nach Angaben der SOHR zahlreiche Soldaten ums Leben oder wurden verwundet. Außerdem beschossen die Rebellen nach diesen Angaben von Regierungstruppen kontrollierte Stadtteile mit Mörsergranaten. Dabei wurden 21 Menschen getötet und 50 verletzt. Im von Rebellen gehaltenen Teil von Aleppo wurden 6 Menschen Opfer von Helikoptern der syrischen Luftwaffe abgeworfenen Fassbomben. Im Osten Syriens griffen Helikopter der irakischen Armee nach Angaben eines Sprechers des irakischen Innenministeriums einen Konvoi von Tankwagen des radikalislamistischen ISIL an. Es war der erste offizielle Einsatz irakischer Regierungstruppen im Nachbarland seit Beginn des Bürgerkrieges.
Am 28. April ließ Präsident Baschar al-Assad über einen Parlamentssprecher seine erneute Kandidatur bei den für den 3. Juni angesetzten Präsidentschaftswahlen verkünden. Regierungstruppen und verbündete Milizen eröffneten nach Angaben der SOHR eine neue Offensive gegen Dschobar und Mliha, zwei von Rebellen kontrollierte Vororte von Damaskus. In Aleppo tobten um die Region von Scheich Nadschar heftige Kämpfe. Die syrische Luftwaffe warf nach Angaben örtlicher Aktivisten erneut zahlreiche „Fassbomben“ ab. In die von Regierungstruppen kontrollierten Teile von Aleppo kehrte vermutlich aufgrund einer Übereinkunft zwischen Regierung und Rebellen erstmals nach 10 Tagen die Versorgung mit Strom und Wasser zurück. Heftige Kämpfe wurden auch aus der nördlichen Provinz Latakia gemeldet, wo Regierungstruppen und verbündete Milizen am Vortag das Küstendorf Samra zurückerobert hatten.
Am 29. April wurden bei einem Autobombenanschlag im von Regierungstruppen kontrollierten Stadtteil Zahra in Homs nach Angaben eines syrischen Offiziellen gegenüber der Nachrichtenagentur AP 36 Menschen getötet und 85 verletzt. Beim Beschuss des überwiegend von Schiiten bewohnten Stadtteils von Damaskus, Shaghour, wurden nach Angaben der staatlichen Nachrichtenagentur 14 Menschen getötet und 86 verletzt.
Am 30. April wurden bei einem Luftangriff der syrischen Luftwaffe auf Aleppo in der Ein Jalout Schule nach Angaben von Aktivisten mindestens 19 Menschen getötet.

## Mai
Am 1. Mai starben bei einem neuerlichen Angriff der syrischen Luftwaffe auf den von Rebellen kontrollierten Teil von Aleppo auf einem Markt nach Angaben von Aktivisten 33 Zivilisten. In der Provinz Deir ez-Zor wurden bei Kämpfen zwischen Dschihadisten des radikalislamistischen ISIL und anderen Rebellengruppen 21 Menschen getötet.
Am 2. Mai einigten sich Vertreter der Rebellen und der Regierungsseite nach Angaben staatlicher Medien auf ein Waffenstillstandsabkommen für Homs. Danach sollten sich die in der Altstadt eingekesselten Rebellen unter Mitnahme ihrer leichten Waffen in Richtung Norden der Provinz Homs zurückziehen dürfen. Danach werde die Regierungsarmee die Kontrolle über die Innenstadt von Homs übernehmen. Bei zwei Selbstmordanschlägen mit Autobomben in zwei überwiegend von Alawiten bewohnten Ortschaften in der Provinz Hama kamen nach Angaben staatlicher Medien 18 Zivilisten, darunter 11 Kinder ums Leben. al-Qaida-Führer Ayman al-Zawahiri forderte den Führer der al-Nusra-Front al-Dscholani auf, den Kampf gegen die rivalisierenden Dschihadisten des ISIL einzustellen und sich auf den Kampf gegen die „Baathisten und ihre Verbündeten“ zu konzentrieren. Gleichzeitig sollten sich die Kämpfer des ISIL aus Syrien zurückziehen und „ihre Anstrengungen im Irak verdoppeln“.
Am 3. Mai konkretisierten sich die Einzelheiten der Vereinbarung zwischen der Regierungsseite und Vertretern der Rebellen über deren Rückzug aus Homs weiter. Danach sollte den Rebellen freier Abzug gewährt werden im Austausch gegen die Freilassung einer Gruppe von iranischen Offizieren, die von Rebellen in Aleppo festgehalten wurden. In Aleppo eroberten Regierungstruppen die Verbindungsstraße zum Flughafen im Nordosten der Stadt. Nach Angaben der staatlichen Nachrichtenagentur SANA wurden durch Mörserbeschuss der Rebellen im von der Regierung kontrollierten Teil der Stadt 12 Menschen in einem Krankenhaus getötet und 22 Menschen an der Universität verletzt. Auch im Zentrum von Damaskus wurden nach Angaben von SANA 3 Menschen durch ein Mörsergeschoss getötet. Nach Angaben der SOHR rückten Regierungstruppen unter Führung von Hisbollah-Milizen nach wochenlangem Beschuss in Mleiha, einen östlichen Vorort von Damaskus ein. In Ostsyrien lieferten sich Rebellen der al-Nusra-Front und Dschihadisten des ISIL erbitterte Kämpfe.
Am 4. Mai warf UN-Generalsekretär Ban Ki-moon gegenüber dem Fernsehsender al-Arabiya der Regierung von Baschar al-Assad vor, mit „bürokratischem Widerstand“ dringend benötigte humanitäre Hilfe für Millionen von Menschen in Syrien zu verhindern. Am Vortag hatte Präsident Assad die nationalen Hilfsorganisationen aufgefordert, die Kooperation zu verbessern. Dabei dürften allerdings „keine Kompromisse bei der nationalen Souveränität“ gemacht werden. In der Provinz Deir ez-Zor lösten die seit vier Tagen anhaltenden Gefechte zwischen Kämpfern der al-Nusra-Front und des ISIL nach Angaben der SOHR eine Fluchtwelle tausender Menschen aus dem Gebiet von Abreeha aus. Abreeha wurde in den Vortagen von der al-Nusra-Front erobert. Dabei wurden nach Angaben der SOHR 62 Kämpfer getötet. Nach einer der Nachrichtenagentur AFP vorliegenden Kopie der endgültigen Vereinbarung über den Abzug der verbliebenen Rebellen und ihrer Angehörigen aus der Altstadt von Homs sollte dieser innerhalb von 48 Stunden erfolgen. Im Gegenzug sollten libanesische und iranische Gefangene der Rebellen freigelassen werden und zwei von Rebellen belagerte, schiitische Ortschaften in der Provinz Aleppo mit Hilfsgütern beliefert werden dürfen. Heftig umkämpft waren weiterhin Mleiha und Außenbezirke von Aleppo. Dort kamen bei Angriffen der syrischen Luftwaffe nach Angaben von Aktivisten mindestens 10 Menschen ums Leben.
Auch am 5. Mai dauerten die Verhandlungen zwischen Vertretern der syrischen Regierung und der Rebellen über den Zeitplan für den geplanten Rückzug der Rebellen aus Homs noch an, wie der Provinzgouverneur Talal Barazi gegenüber Al Manar, dem Fernsehsender der mit der syrischen Regierung verbündeten Hisbollah-Miliz, erklärte. Anlässlich eines Besuches des Führers der oppositionellen Syrischen Nationalen Koalition (SNC) Ahmed Dscharba in den USA, erklärte eine Sprecherin des amerikanischen Außenministeriums, dass die Vereinigten Staaten deren Vertretung als diplomatische Mission anerkennen würden. Außerdem solle die Unterstützung für die Rebellen für nichttödliche Ausrüstung um 27 Millionen US-Dollar erhöht werden. In der Provinz Idlib wurden bei einem Bombenanschlag von Rebellen auf einen Kontrollposten von Regierungseinheiten nach Angaben von Aktivisten rund 30 Soldaten getötet. In Deir ez-Zor forderten die anhaltenden Kämpfe zwischen Dschihadisten des ISIL und Kämpfern der al-Nusra-Front und ihrer lokalen Verbündeten weitere 70 Todesopfer.
Am 7. Mai begann die Evakuierung der ersten Rebellen aus der Altstadt von Homs. Nach Angaben von Aktivisten sollten 1900 Personen, darunter 600 Verletzte und Zivilisten mit Bussen in neun Konvois begleitet von Vertretern der Vereinten Nationen in von Rebellen kontrollierte Gebiete nördlich von Homs gebracht werden. Zeitlich damit einhergehend sollte die Belagerung zweier von Schiiten bewohnter Ortschaften in der Provinz Aleppo durch Rebellen gelockert und in den Provinzen Aleppo und Latakia gefangene Regierungsanhänger freigelassen werden. Der Rückzug der Rebellen aus der oft als „Wiege der Revolution“ bezeichneten Stadt Homs wird von Beobachtern als großer symbolischer Erfolg für die Regierungsseite gewertet, birgt aber auch Risiken. So sehen sie in der Erlaubnis, bewaffnete feindliche Kämpfer, die sich in einer ausweglosen Lage befanden, abziehen zu lassen, um später erneut zum Angriff anzutreten, als möglicherweise schädlich für das Ansehen der Regierung in den Augen ihrer Kämpfer und Soldaten an. Vertreter von Rebellengruppen in anderen Landesteilen zeigten sich entsetzt über die Vereinbarung. Syrische Kampfflugzeuge griffen unterdessen die Außenbezirke der Stadt Arsal im Libanon an, in die sich tausende syrische Flüchtlinge und hunderte Rebellen nach den Erfolgen der Regierungstruppen in den Kämpfen um die Qalamun-Berge zurückgezogen hatten.
Am 8. Mai wurde der Rückzug der Rebellen aus der Altstadt von Homs nach zweijähriger Belagerung durch die Regierungstruppen fortgesetzt. Etwa 1.200 Rebellenkämpfer und Zivilisten waren mit Bussen in von der Opposition kontrolliertes Gebiet nördlich von Homs abtransportiert worden. Im Gegenzug seien nach Angaben des Gouverneurs von Homs, Barazi, 70 Gefangene von den Rebellen in den Provinzen Aleppo und Latakia freigelassen worden. In Aleppo sprengten islamistische Rebellen das Carlton-Hotel, nachdem sie zuvor durch einen Tunnel große Mengen von Sprengstoff unter dem Gebäude platziert hatten. Bei der Detonation wurde das Gebäude, das von Regierungstruppen als Militärstützpunkt genutzt wurde, zerstört und nach Angaben von Aktivisten eine große Zahl von Soldaten getötet.
Am 9. Mai wurden auch die letzten gut 250 Rebellen aus der Altstadt von Homs in Bussen zu dem von Rebellen kontrollierten Ort Dar al-Kabira 20 Kilometer nördlich von Homs abtransportiert. Die Abfahrt hatte sich verzögert, weil islamistische Rebellen, die nicht in die Übereinkunft einbezogen worden waren, zunächst die vereinbarte Lieferung von Hilfsgütern in die von Rebellen belagerten schiitischen Ortschaften Nubl und Zahraa in Nordsyrien blockiert hatten. Regierungstruppen rückten danach in die weitgehend zerstörten Viertel vor.
Am 11. Mai meldete die SOHR, dass bei den anhaltenden Kämpfen zwischen Rebellen der al-Nusra-Front und lokalen Verbündeten einerseits und Dschihadisten des ISIL andererseits im Gebiet von Deir ez-Zor in den vergangenen 10 Tagen 230 Menschen getötet worden seien. Mehr als 100.000 Zivilisten hätten vor den Kämpfen die Flucht ergriffen. Die Dschihadisten des ISIL hätten Teile der Stadt Deir ez-Zor erobert, ebenso wie das Conico-Erdgasfeld. Aus den Provinzen Hassakeh und Raqqa wurden Kämpfe zwischen der ISIL und Einheiten der kurdischen PYD gemeldet.
Für den 12. Mai gab die Syrische Beobachtungsstelle für Menschenrechte (SOHR) die Zahl der Opfer des Bürgerkrieges an diesem Tag mit landesweit etwa 160 an.
Am 13. Mai teilte UN-Generalsekretär Ban Ki-moon mit, dass der Vermittler der Vereinten Nationen und der Arabischen Liga für Syrien, Lakhdar Brahimi anlässlich eines Briefings des Sicherheitsrates seinen Rücktritt zum 31. Mai erklärt habe. Brahimi bat das syrische Volk um Entschuldigung für sein Scheitern. Die Menschenrechtsorganisation Human Rights Watch (HRW) erklärte in einem Bericht, ihr lägen starke Hinweise vor, dass die syrische Luftwaffe im April auf drei von Rebellen kontrollierte Ortschaften von Helikoptern aus Bomben mit Chlorgas abgeworfen habe. Dabei seien 11 Menschen getötet und mehr als 500 verletzt worden.
Am 14. Mai kamen nach Angaben der SOHR in Nordsyrien 40 Menschen bei Angriffen der syrischen Luftwaffe ums Leben, darunter 15 in Atarib in der Provinz Aleppo und 21 im Gebiet von Sarmada in der Provinz Idlib. Islamistische Rebellen zündeten nach eigenen Angaben eine Sprengladung in einem Tunnel unter dem Armeestützpunkt Wadi Deif in der Provinz Idlib und töteten eine unbekannte Zahl von Soldaten.
Am 15. Mai wurden bei einem Autobombenanschlag nahe dem von Rebellen kontrollierten Grenzübergang Bab al-Salameh zwischen Syrien und der Türkei nach Angaben von Aktivisten mindestens 43 Menschen getötet und mehr als 80 verletzt. Die Hilfsorganisation Ärzte ohne Grenzen (MSF) teilte mit, dass die letzten beiden ihrer fünf im Januar entführten Mitarbeiter am Vortag freigelassen worden waren. Die drei anderen waren bereits am 4. April freigekommen.
Am 16. Mai kamen nach Angaben der staatlichen Nachrichtenagentur SANA in Aleppo im von Regierungstruppen kontrollierten Stadtteil Achrafieh durch den Einschlag einer von Rebellen abgefeuerten Rakete 13 Menschen ums Leben und 17 weitere wurden verletzt. In Binnish wurden nach Angaben von Aktivisten zahlreiche Menschen bei der Explosion einer Autobombe getötet. Im Umland von Damaskus setzten Regierungstruppen das Bombardement der von den Rebellen gehaltenen Städte Darayya, Mleiha und Babila fort.
Am 17. Mai eröffneten Regierungstruppen in der südlichen Provinz Deraa eine Offensive, um in den letzten Wochen verlorenes Terrain von den Rebellen zurückzugewinnen. Die Luftwaffe wurde massiv eingesetzt und eine Boden-Boden-Rakete auf das Dorf Sahem abgefeuert. Auch Mleiha wurde erneut bombardiert. In Homs kam es nach Angaben der SOHR in der abgelaufenen Woche bei der Übernahme der von Rebellen geräumten Altstadt zu Schießereien zwischen verschiedenen regierungstreuen Milizen, namentlich Kämpfern der NDF (National Defence Forces) und der Syrischen Sozialen Nationalistischen Partei SSNP.
Am 18. Mai starb der Oberbefehlshaber der syrischen Luftverteidigungsstreitkräfte, General Ishaq, infolge von Verletzungen, die er am Vortag bei Kämpfen in Mleiha, dem Standort eines großen Stützpunktes der Luftverteidigungsstreitkräfte, erlitten hatte. Nördlich von Damaskus töteten islamistische Rebellen bei der Eroberung eines Armeepostens bei Tel Malah in der Provinz Hama nach Angaben der SOHR 34 Kämpfer von Pro-Regierungs-Einheiten.
Am 19. Mai teilte die Syrische Beobachtungsstelle für Menschenrechte (SOHR) mit, dass nach ihren Erkenntnissen die Zahl der Todesopfer des andauernden Bürgerkrieges mittlerweile mehr als 162.000 betrage. Die Zahl könne möglicherweise noch um bis zu 70.000 höher sein, da die Kriegsparteien eigene Verluste herunterspielen würden.
Am 21. Mai erklärte der Präsident des Internationalen Roten Kreuzes (IKRK), Peter Maurer, dass erstmals humanitäre Hilfsgüter mit Erlaubnis der syrischen Regierung in Aleppo in größerem Umfang verteilt werden konnten. Jeweils 6.000 Familienpakete wurden im von Regierungstruppen und von Rebellen gehaltenen Teil der Stadt von Helfern des syrischen Roten Halbmonds ausgegeben.
Am 22. Mai verhinderten Russland und China im Sicherheitsrat der Vereinten Nationen durch ihr Veto die Verabschiedung einer von Frankreich eingebrachten und von 62 Staaten unterstützten Resolution zum Syrienkonflikt. Mit der Resolution sollte der Internationale Strafgerichtshof (IStGH) beauftragt werden, mögliche Kriegsverbrechen der syrischen Regierungstruppen und bewaffneter oppositioneller Gruppen zu untersuchen. Im Nordosten von Aleppo gelang es Regierungstruppen nach einer dreitägigen Offensive unterstützt von andauernden Luftangriffen die seit 13 Monaten andauernde Belagerung des Gefängnisses der Stadt, in dem nach Angaben der SOHR 3.000 Gefangene festgehalten wurden, durch Rebellen zu brechen. Versuche der Rebellen, die Gefangenen zu befreien, waren zuvor wiederholt gescheitert. Im von Regierungstruppen kontrollierten al-Musayfra in der Provinz Deraa wurden nach Angaben der SOHR 21 Menschen getötet und zahlreiche weitere verletzt, als eine von Rebellen abgefeuerte Mörsergranate in einem Festzelt einschlug, in dem eine Wahlversammlung im Rahmen der Kampagne zur Wiederwahl von Präsident Baschar al-Assad stattfand.
Am 23. Mai teilte eine der wichtigsten in Syrien tätigen Hilfsorganisationen, das Mercy Corps, mit, dass sie ihre Arbeit von Damaskus aus einstellen müsse. Die syrische Regierung hatte von der Organisation verlangt, dass sämtliche humanitäre Hilfe, auch für die von Rebellen kontrollierten Gebiete, über staatliche Stellen gelenkt werden muss.
Am 24. Mai wurden nach Angaben der staatlichen Nachrichtenagentur SANA bei einem Bombenanschlag in Damaskus 4 Menschen getötet und 9 verletzt. Das von Regierungstruppen belagerte Douma im Raum Damaskus wurde nach Angaben der SOHR aus der Luft bombardiert als Mitarbeiter der UN und des Roten Halbmonds erstmals seit Monaten in der von Rebellen kontrollierten Stadt Lebensmittelpakete verteilten.
Am 25. Mai griffen Kämpfer der al-Nusra-Front nach Angaben der SOHR vier Kontrollpunkte von Streitkräften der Regierungsseite im Gebiet von Ariha in Selbstmordaktionen mit Autobomben an. Dabei seien Dutzende Soldaten getötet oder verwundet worden. Es entwickelten sich heftige Kämpfe, bei denen auf Regierungsseite auch die Luftwaffe eingriff. Ariha liegt an der strategisch wichtigen Straßenverbindung zwischen den von Regierungstruppen kontrollierten Städten Idlib und Latakia. Bei einem Autobombenanschlag dem überwiegend von Alawiten und Christen bewohnten Stadtteil von Homs, Zahra, kamen nach Angaben von Aktivisten mindestens 10 Menschen ums Leben.
Am 26. Mai erklärte das jordanische Außenministerium den Botschafter Syriens zur unerwünschten Person, verbunden mit der Aufforderung, das Land binnen 24 Stunden zu verlassen. Botschafter Suleiman habe trotz Warnungen das jordanische Volk und seine Führung wiederholt beleidigt. Im Gegenzug verwies das syrische Außenministerium den jordanischen Geschäftsträger des Landes.
Am 27. Mai erreichte ein Untersuchungsteam der Organisation für das Verbot chemischer Waffen (OPCW) die von Rebellen kontrollierte Ortschaft Kafr Zeita. Dort hatten Regierungstruppen nach Angaben der SOHR am 11. April und am 22. Mai Granaten mit Chlorgas eingesetzt. Dabei seien etwa 120 bzw. 70 Menschen durch die Gaseinsätze verletzt worden.
Am 28. Mai erklärten Aktivisten, dass innerhalb von 24 Stunden mehr als 40 Menschen – darunter 9 Kinder – in von Rebellen kontrollierten Teilen Aleppos bei Angriffen der syrischen Luftwaffe mit sog. Fassbomben und Raketen getötet worden seien. In der Provinz Idlib, wo Rebellen nach eigenen Angaben am Wochenende Chan Scheichun eingenommen hatten, kamen nach Angaben der SOHR mindestens 16 Menschen bei einem Autobombenanschlag auf eine Tankstelle in der von Rebellen kontrollierten Ortschaft Maaret al-Naasan ums Leben. In der nordöstlichen Provinz al-Hasaka wurden bei anhaltenden Kämpfen zwischen kurdischen YPG-Milizen und Einheiten des radikalislamistischen ISIL 8 Kurden und 11 Dschihadisten getötet.
Am 29. Mai informierte UN-Generalsekretär Ban Ki-moon den Weltsicherheitsrat, dass die syrische Regierung die bis zum 30. Juni gesetzte Frist zur Zerstörung aller ihrer chemischen Waffen nicht einhalten werde. Die verbliebenen 100 metrischen Tonnen befänden sich in einem Gebiet nahe Damaskus, in dem die Regierung nach eigenen Angaben die Sicherheit nicht völlig unter Kontrolle habe und deshalb um die Sicherheit des Transportes besorgt sei. Der Vorsitzende der OPCW erklärte, die Chemikalien, darunter Rohstoffe für die Herstellung des Nervengiftes Sarin, seien verpackt und transportfertig. Die Europäische Union erklärte, dass sie ihre Wirtschaftssanktionen gegen die syrische Regierung, darunter ein Ölembargo, um ein Jahr bis zum 1. Juni 2015 verlängern werde. Der Kommandant der Freien Syrischen Armee, General Abdelilah Baschir rief das syrischen Volk auf, die von der syrischen Regierung für den 3. Juni angesetzten Präsidentschaftswahlen zu boykottieren. Es handele sich um eine von einem kriminellen Regime inszenierte Farce. Nahe Ras al-Ain töteten Dschihadisten des ISIL nach Angaben der SOHR beim Überfall auf ein kurdisches Dorf 15 Bewohner. In Deir ez-Zor kam es erneut zu Gefechten zwischen den Dschihadisten des ISIL und Kämpfern der al-Nusra-Front sowie lokaler Milizen.
Am 30. Mai teilte die SOHR mit, dass seit Beginn des Jahres 2014 rund 2000 Menschen in Aleppo durch Angriffe der syrischen Luftwaffe mit Fassbomben ums Leben gekommen seien, darunter 567 Kinder und Jugendliche unter 18 Jahren.
Am 31. Mai töteten Kämpfer des Rebellenbündnisses „Islamische Front“ durch einen erneuten „Tunnelbombenanschlag“ in Aleppo nach Angaben der SOHR mindestens 20 Kämpfer der Regierungsseite.

## Juni
Am Wochenende des 1. Juni kamen beim Beschuss mit Mörsern in von Regierungstruppen kontrollierten Stadtteilen Aleppos nach Angaben von Aktivisten rund 50 Menschen ums Leben, darunter 9 Kinder. Weitere 13 Menschen wurden durch den Abwurf von sog. Fassbomben durch Hubschrauber der syrischen Luftwaffe auf von Rebellen gehaltenen Stadtteile Aleppos getötet. Nach Meldungen der staatlichen Nachrichtenagentur SANA zerstörten Regierungstruppen einen 300 Meter langen Verbindungstunnel zwischen den Damaszener Vororten Douma und Harasta, der Rebellenkämpfern zur Versorgung diente. Im Osten Syriens kamen bei Gefechten um Deir ez-Zor zwischen Dschihadisten des ISIL und Kämpfern der al-Nusra-Front und verbündeter islamistischer Milizen nach Angaben der SOHR 18 Militante des ISIL ums Leben.
Am 2. Juni kamen in Haraki, einer größtenteils von Alawiten bewohnten Ortschaft in der Provinz Homs, bei der Explosion einer Bombe in einem Lastkraftwagen nach Angaben der SOHR mindestens 18 Menschen ums Leben. Die Urheberschaft für das Attentat reklamierte der ISIL für sich.
Am 3. Juni 2014 wurden in den Teilen Syriens, die von Regierungstruppen kontrolliert werden, Präsidentschaftswahlen abgehalten. Vertreter der Golfstaaten und westlicher Nationen lehnten die Wahl als illegitim ab. Neben Assad stellten sich Hassan al-Nouri und Maher Hadschar zur Wahl. Auch am Wahltag dauerte der Bürgerkrieg in allen Landesteilen unvermindert an. Die SOHR bezifferte die Zahl der Todesopfer der Kriegshandlungen des Tages mit 209, darunter 80 Zivilisten. So starben nach Angaben der staatlichen Nachrichtenagentur SANA in Damaskus 4 Menschen durch Mörsergeschosse der Rebellen, 29 weitere wurden verletzt. Bei Angriffen der syrischen Luftwaffe auf Vororte von Damaskus wurden nach Angaben der SOHR in Zibdine 9 Menschen, darunter 2 Ärzte eines Krankenhauses, und in Douma 17 Menschen getötet. Auch die Kämpfe zwischen den Dschihadisten des ISIL und Kämpfern der al-Nusra-Front und verbündeter Milizen in der Provinz Deir ez-Zor gingen weiter. Ein Führer der al-Nusra-Front drohte, die Dschihadisten des ISIL „rücksichtslos zu verfolgen“, wenn sie nicht aufhörten, Gebiete an Truppen der Regierung abzutreten.
Assad ließ sich am 5. Juni zum Sieger der Präsidentschaftswahlen erklären. Im vom Parlamentssprecher bekanntgegebenen Endergebnis siegte der Amtsinhaber mit 88,7 % der abgegebenen Stimmen.
Am 6. Juni wurden im Rahmen einer von Staatschef Assad nach seinem Wahlsieg verkündeten Amnestie nach Angaben der SOHR einige hundert Gefangene freigelassen, darunter 320 Menschen aus dem Zentralgefängnis von Aleppo und 480 weitere aus dem Adra-Gefängnis in der Provinz Damaskus. Die Vizepräsidentin der Syrischen Nationalen Koalition (SNC) erklärte im Rahmen einer Veranstaltung in Istanbul, dass ihr 7.500 belegte Fälle von Vergewaltigungen von inhaftierten Frauen durch Gefängnispersonal in staatlichen syrischen Gefängnissen vorlägen.
Am 10. Juni nahmen Dschihadisten des ISIL im Nachbarland Irak die Millionenstadt Mossul ein. Die SOHR teilte mit, dass im Rahmen einer seit sechs Wochen andauernden Offensive des ISIL gegen Kämpfer der al-Nusra-Front und verbündeter islamistischer Milizen in der Provinz Deir ez-Zor rund 600 Kämpfer beider Seiten und 39 Zivilisten getötet worden seien. Gleichzeitig seien 130.000 Menschen durch den Vormarsch der Dschihadisten in die Flucht getrieben worden.
Am 11. Juni berichteten Aktivisten, dass Dschihadisten des ISIL einen Belagerungsring um die Hauptstadt der gleichnamigen Provinz Deir ez-Zor geschlossen hätten. Im Norden der Provinz Aleppo versuchten Kämpfer einer Rebellenallianz nach Angaben der SOHR im Rahmen einer seit Tagen andauernden Offensive die Dschihadisten des ISIL aus den Ortschaften Manbidsch und al-Bab zu verdrängen. Kämpfer der Islamischen Front behaupteten dabei 4 Dörfer eingenommen und 17 Militante des ISIL getötet zu haben. Die regierungsnahe Zeitung al-Watan veröffentlichte einen Artikel, wonach zehntausende von Gefangenen in den staatlichen Gefängnissen von der kürzlich von Präsident Assad verkündeten Amnestie profitieren würden. 3.000 Menschen seien bereits freigelassen worden. Die SOHR erklärte, sie hoffe, durch die Maßnahme Auskünfte über das Schicksal der mindestens 18.000 „Verschwundenen“ zu bekommen und auf die Freilassung einer möglichst großen Zahl der von ihr auf 70.000 geschätzten Zahl von Insassen von staatlichen Gefängnissen und Gefangenenlagern.
Am 13. Juni berichtete die SOHR, dass Dschihadisten des ISIL die Versorgung der eingeschlossenen Stadtteile von Deir ez-Zor mit humanitären Hilfsgütern verhindern würden. Kriegsmaterial, wie beispielsweise Humvees der irakischen Armee, dass der ISIL bei den Kämpfen im Irak erobert hatte, sei über die Grenze nach Syrien geschafft und bereits in Manbij eingesetzt worden. Bei Kämpfen mit Rebellen in Vororten von Damaskus seien 6 Milizionäre der libanesischen Hisbollah getötet worden.
Im Laufe des 14. und 15. Juni eroberten syrische Regierungstruppen zusammen mit Kämpfern der libanesischen Hisbollah-Miliz den im März von Rebellen eingenommenen Küstenstreifen im Norden der Provinz Latakia mit der überwiegend von Armenischen Christen bewohnten Ortschaft Kassab und dem gleichnamigen Grenzübergang zur Türkei zurück. Die syrische Luftwaffe bombardierte nach Angaben der SOHR in Abstimmung mit der irakischen Regierung Einrichtungen des ISIL in Shaddadi und Raqqa. Die SOHR vermutete darin eine Reaktion darauf, dass der ISIL erbeutete schwere Waffen wie Panzer aus dem Irak nach Syrien schaffe. Im Gebiet der Kalamun-Berge starteten Rebellenkämpfer eine Offensive am Rande von Rankous. Dabei seien 11 Hisbollah-Milizionäre getötet worden. Nach Angaben aus diplomatischen Kreisen nutzten die Rebellen die neue Situation, die durch den Vormarsch des ISIL im Irak entstanden sei. Infolgedessen strömten zahlreiche der auf 20.000 bis 30.000 geschätzten schiitischen Freiwilligen aus dem Irak, die an der Seite der Regierungstruppen gekämpft hatten, zurück in ihre Heimat, um den Aufrufen hoher schiitischer Würdenträger zur Verteidigung des Landes nachzukommen.
Am 16. Juni kamen bei neuerlichen Angriffen der syrischen Luftwaffe mit sog. Fassbomben auf den von Rebellen kontrollierten Teil von Aleppo nach Angaben der SOHR 31 Menschen ums Leben. Beim Beschuss der Ortschaft Dschisr asch-Schughur in der Provinz Idlib durch Rebellen wurden nach Angaben der SOHR 13 Menschen getötet. In al-Schamatiyeh, einer Ortschaft in der Provinz Deir ez-Zor, wurden 7 Menschen durch einen Autobombenanschlag des ISIL getötet, darunter ein Kommandeur der Ahrar al-Scham und ein islamischer Richter der al-Nusra-Front. In al-Howayidsch wurde ein Führer einer anderen Rebelleneinheit durch einen Selbstmordattentäter des ISIL mit einer Sprengstoffweste verletzt. Gleichzeitig kam es nach Angaben der SOHR zu Kämpfen zwischen vorrückenden ISIL-Einheiten und rivalisierenden Rebellengruppen im Gebiet der Ortschaft Busayra.
Am 17. Juni teilte die Organisation für das Verbot chemischer Waffen OPCW in einer Erklärung mit, dass die Mitglieder einer Untersuchungsmission von Ende Mai im Gebiet von Kafr Zeita Hinweise auf den Einsatz von „chlorgasartigen Substanzen“ gefunden habe. Kämpfer der FSA und der al-Nusra-Front übernahmen nach Informationen von afp die Kontrolle der irakischen Seite des Grenzübergangs al-Kaim, nachdem dieser von der irakischen Armee verlassen worden war.
Am 18. Juni wurden bei einem Angriff der syrischen Luftwaffe mit sog. Fassbomben auf ein Flüchtlingslager bei dem Dorf Shajra, 2 km von der jordanischen Grenze entfernt, nach Angaben von Aktivisten mindestens 20 Menschen, hauptsächlich Frauen und Kinder, getötet und zahlreiche weitere verletzt. Nach Angaben der SOHR berichteten 5 kurdische Jugendliche, die zusammen mit 140 Kameraden bei einer Schuljahresabschlussfeier Ende Mai in Kobanê von Dschihadisten des ISIL entführt worden waren und ihren Entführern entkommen konnten, dass diese planten, sie für Selbstmordattentate zu benutzen. Über das Schicksal von 193 weiteren am gleichen Tag in der Provinz Aleppo vom ISIL entführten Kurden im Alter von 17 bis 70 herrschte weiter Ungewissheit.
Am 19. Juni lieferten sich nach Angaben der SOHR syrische Regierungstruppen unterstützt von Kämpfern der libanesischen Hisbollah-Miliz erneut heftige Kämpfe mit Rebellen um Mleiha. Dabei wurde der Vorort von Damaskus nahe dem Flughafen auch von der Luftwaffe bombardiert und mit Boden-Boden-Raketen beschossen. Bei einem Selbstmordanschlag mit einer Autobombe wurden in Hurra, einem alawitischen Dorf in der Provinz Hama, nach Angaben der staatlichen Nachrichtenagentur SANA mindestens 34 Menschen getötet und mehr als 50 verletzt. Dschihadisten des ISIL nahmen nach Angaben der SOHR in Deir ez-Zor mit Muhassan, Albulil und Albuomar drei wichtige Ortschaften entlang des Euphrats ein. Auf einer Versammlung der Asia Society in New York forderte UN-Generalsekretär Ban Ki-moon die Mitglieder des UN-Sicherheitsrates auf, endlich ein wirksames Waffenembargo gegen alle am Bürgerkrieg in Syrien beteiligten Parteien zu verhängen. Die syrische Regierung warnte in einem Brief den Weltsicherheitsrat davor, ohne ihre Zustimmung die Lieferung humanitärer Hilfsgüter von außen über die Grenzen des Landes in von Rebellen kontrollierte Gebiete zuzulassen. Dies könne als Angriff auf die Souveränität des Landes angesehen und entsprechend beantwortet werden.
Am 20. Juni nahmen Dschihadisten des ISIL die irakische Seite des Grenzübergangs nach Syrien in al-Kaim ein, während Abu Kamal auf der syrischen Seite in der Hand von Kämpfern der al-Nusra Front blieb. Drei in den Vortagen vom ISIL in der Provinz Deir ez-Zor gefangen genommene Offiziere der FSA wurden erschossen aufgefunden.
Am 21. Juni bombardierten Flugzeuge der syrischen Luftwaffe, die vom belagerten Militärflughafen in der Provinzhauptstadt Deir ez-Zor aufgestiegen waren, die Ortschaft Muhassan, deren Stammesälteste am Vortag ihre Loyalität gegenüber ISIL bekundet hatten. Dabei kamen nach Angaben der SOHR mindestens 16 Menschen ums Leben, Dutzende weitere wurden verletzt.
Am 22. Juni wurde ein israelisch-arabischer Jugendlicher, der seinen Vater begleitete, auf den israelisch besetzten Golanhöhen getötet, als ein Wassertankfahrzeug von syrischer Seite der Demarkationslinie nach Angaben eines Militärsprechers mit einer Rakete beschossen wurde. Die israelische Regierung machte die Truppen von Präsident Assad für den Zwischenfall verantwortlich und antwortete zunächst mit Beschuss von Panzern gegen Stellungen der syrischen Armee. Mit al-Walid wurde ein weiterer Grenzübergang zwischen Syrien und dem Irak von militanten Kämpfern eingenommen, während irakische Regierungskräfte flohen. Im Gebiet von Azaz in der Provinz Aleppo nahmen Dschihadisten des ISIL mehrere Dörfer unter Einsatz von Humvees ein, die in den letzten Wochen von irakischen Regierungstruppen erbeutet worden waren. Syrische Regierungstruppen, unterstützt von Kämpfern der Hisbollah-Miliz, gingen nach Angaben der SOHR gegen Rebellen im Gebiet von Rankus in Ausläufern des Kalamun-Gebirges vor. Für das belagerte palästinensische Flüchtlingslager Jarmuk wurde neuerlich ein Waffenstillstand zwischen Regierungstruppen, Rebellen, sowie Pro- und Anti-Assad-Verbänden der Palästinenser geschlossen. Frühere derartige Vereinbarungen waren immer wieder zusammengebrochen.
In der Nacht zum 23. Juni griff die israelische Luftwaffe als Vergeltung für die Attacke vom Vortag nach Angaben der SOHR neun Stellungen der syrischen Armee an und zerstörte dabei unter anderem einen Kommandoposten und zwei Panzer. Angaben über die Zahl der syrischen Todesopfer reichten von vier laut der staatlichen Nachrichtenagentur SANA bis mehr als zehn laut SOHR. Die Leiterin des Expertenteams der Vereinten Nationen und der OPCW, Sigrid Kaag, teilte mit, dass die syrische Regierung die letzten 100 t der deklarierten 1.300 t toxischen Materials seines chemischen Waffenprogramms übergeben habe. Syrien hatte sich unter der Drohung eines Militärschlages der USA im September 2013 zur Auslieferung seiner Bestände an die internationale Gemeinschaft verpflichtet, nachdem zuvor hunderte Menschen bei einem Angriff mit Saringas in einem Vorort von Damaskus getötet worden waren. Kaag erklärte weiter, sie erwarte, dass innerhalb der nächsten drei Monate auch die Arbeiten zur Zerstörung der zwölf Produktionsstätten beginnen könnten. Die Europäische Union fror zusätzliche Konten ein und verhängte Einreiseverbote gegen 12 Minister der syrischen Regierung. Damit unterlagen insgesamt 191 Personen aus dem Umfeld der Regierung und 53 Firmen oder andere Organisationen, wie die syrische Zentralbank Wirtschaftssanktionen der EU. In Aleppo wurden 9 Menschen, darunter Frauen und Kinder, durch sog. Fassbomben getötet, die von Helikoptern der syrischen Luftwaffe abgeworfen wurden. Mleiha im Osten von Damaskus wurde erneut mit Raketen beschossen und von der syrischen Luftwaffe bombardiert.
Am 24. Juni kamen durch Mörserbeschuss von Rebellen auf den Stadtteil Kissweh in Damaskus nach Angaben der staatlichen Nachrichtenagentur SANA fünf Menschen ums Leben, fünf weitere wurden verletzt. In Homs wurde in einem überwiegend von Alawiten bewohnten Stadtteil ein Mensch durch eine Autobombe getötet, 15 weitere verletzt.
Am 25. Juni liefen die lokalen Einheiten der al-Nusra-Front im strategisch wichtigen Grenzort Abu Kamal zum ISIL über. Rebellenkämpfer lokaler Stämme bekräftigten dagegen nach Angaben von Aktivisten ihren Widerstand gegen ISIL. Ein Sprecher der FSA erklärte, gegen die Dschihadisten des ISIL kämpfen zu wollen, sollten diese von der irakischen Seite aus die Grenze überqueren wollen. Die syrische Luftwaffe griff die vom ISIL kontrollierten Orte Raqqa und Muhassan an. In Raqqa wurden dabei nach Angaben des FSA-Sprechers 12 Zivilisten getötet.
Am 26. Juni beantragte US-Präsident Obama beim Repräsentantenhaus Gelder in Höhe von 500 Mio. Dollar zur Unterstützung moderater Rebellen. Die Unterstützung werde nur „sorgfältig geprüften“ Gruppen zukommen und „helfen, das syrische Volk zu verteidigen, Gebiete unter Kontrolle der Opposition zu stabilisieren, den Aufbau grundlegender Dienstleistungen zu ermöglichen, den Terrorismus zu bekämpfen und Voraussetzungen für eine Verhandlungslösung zu befördern“. UN-Nothilfekoordinatorin Valerie Amos beschuldigte die syrische Regierung in einem Bericht an den UN-Sicherheitsrat, die Lieferung von Hilfsgütern und lebensnotwendigen Medikamenten für Menschen in von Rebellen kontrollierten Gebieten mit „willkürlichen Restriktionen und Obstruktionen“ zu behindern. Sie bezifferte die Zahl der auf humanitäre Hilfe angewiesenen Menschen im Lande auf 10,8 Millionen, von denen 4,7 Millionen nur schwer für die Helfer zu erreichen seien. Amos forderte den Sicherheitsrat auf, direkte Lieferungen von den Nachbarländern Türkei, Jordanien und Irak aus zu ermöglichen. Der irakische Ministerpräsident al-Maliki erklärte, dass syrische Kampfflugzeuge Verbände des ISIL bei al-Kaim nahe der Grenze angegriffen hätten. Ein Übersetzungsfehler einer Agentur hatte zunächst zu dem falschen Eindruck geführt, die syrischen Flugzeuge hätten die ISIL auf irakischem Gebiet bekämpft. Dschihadisten des ISIL zogen nach Angaben der SOHR in großer Zahl im syrischen Grenzort Abu Kamal ein und hissten dort ihre schwarze Flagge.
Am 27. Juni teilte der Ahmed Tohme, der Ministerpräsident der vom Oppositionsbündnis Syrische Nationale Koalition (SNC) eingesetzten Exilregierung mit, dass das Oberkommando der Freien Syrischen Armee (FSA) ebenso wie der Stabschef General Abdelilah al-Baschir wegen Korruptionsvorwürfen abgesetzt worden seien. Nur Stunden später nahm der Präsident des SNC, Ahmed Dscharba, die Entscheidung zurück und erklärte, Tohme habe seine Kompetenzen überschritten. Beobachter werteten das Geschehen als Teil des Machtkampfes zwischen den wichtigsten Unterstützern des Oppositionsbündnisses, Katar und Saudi-Arabien. US-Außenminister John Kerry erklärte bei einem Treffen mit Oppositionssprecher Dscharba in Saudi-Arabien, der moderaten syrischen Opposition käme beim Kampf gegen den radikalislamistischen ISIL eine Schlüsselrolle zu. Syrische Regierungstruppen und verbündete Hisbollah-Milizionäre rückten nach Angaben der SOHR im Zuge von Kämpfen mit Rebellen im Gebiet der Kalamun-Berge bis an den Rand des libanesischen Grenzortes Tfail vor.
Am 28. Juni lieferten sich in Abu Kamal Dschihadisten des ISIL und Kämpfer der al-Nusra-Front von außerhalb der Stadt sowie verbündete islamistische Milizen nach Angaben der SOHR heftige Gefechte. Bei einem Autobombenanschlag in Douma, einem von Rebellen kontrollierten Vorort von Damaskus wurden 2 Kinder getötet und zahlreiche weitere Menschen verletzt.
Am 29. Juni, dem ersten Tag des islamischen Fastenmonats Ramadan rief der ISIL die Gebiete in Syrien und dem Irak unter seiner Kontrolle zum Kalifat und seinen Führer, Abu Bakr al-Baghdadi, zum „Imam und Kalif für die Muslime überall“ aus. Zugleich benannte die Organisation sich von ISIL zu Islamischer Staat (IS) um. Die Organisation forderte alle Muslime zur Gefolgschaft und Unterstützung auf. Alle anderen Emirate, Organisationen und Staaten verlören mit der Ausdehnung des Kalifates auf ihr Gebiet ihre Legitimation. In Deir Hafer, einer Ortschaft im Osten der Provinz Aleppo, wurden nach Angaben der SOHR 8 Mitglieder moderater Rebellengruppen von Dschihadisten des IS gekreuzigt. Im Grenzort Abu Kamal dauerten die Kämpfe zwischen Dschihadisten des ISIL und Kämpfern rivalisierender Rebellengruppen an. Nach einer Veröffentlichung der SOHR betrug die Zahl der bei den Kämpfen zwischen Dschihadisten des IS und anderen Rebellengruppen seit Jahresbeginn getöteten Menschen bis zu 7.000, darunter rund 650 Zivilisten.
Am 30. Juni wies eine Zahl rivalisierender islamistischer Rebellengruppen, darunter die Islamische Front, und religiöser Schulen den Führungsanspruch des IS in einer gemeinsamen Verlautbarung zurück. Dschihadisten des IS hielten in Rakka eine Militärparade ab, bei der sie im Irak erbeutetes Kriegsmaterial vorführten, das von Humvees, über Schützenpanzern und Panzern bis hin zu einer Scud Boden-Boden-Rakete reichte. In Abu Kamal gingen die heftigen Gefechte zwischen den Dschihadisten des IS und Kämpfern rivalisierender Rebellengruppen weiter. Durch Beschuss mit Mörsern kamen in der von Regierungstruppen kontrollierten Provinzhauptstadt Idlib nach Angaben der staatlichen Nachrichtenagentur SANA 14 Menschen ums Leben und mindestens 40 weitere wurden verletzt.

## Juli
Am 1. Juli setzten sich die Dschihadisten des IS nach Angaben der SOHR bei den Kämpfen mit rivalisierenden Rebellen in Abu Kamal durch und brachten den Grenzort zum Irak unter ihre Kontrolle. Danach rückten sie auf Shuheil, eine der letzten Hochburgen der al-Nusra-Front in der Provinz Deir ez-Zor und Heimat ihres Führers Abu Muhammad al-Dschaulani vor. Aus der Stadt setzte eine Fluchtwelle ein.
Am 2. Juli appellierten 11 Rebellengruppen aus den Provinzen Rakka und Aleppo an die anderen Rebellen, sie im Kampf gegen die Dschihadisten des IS zu unterstützen. Ansonsten bliebe ihnen keine Wahl, als „ihre Waffen wegzuwerfen und ihre Kämpfer zurückzuziehen“. Der Führer der Liwa al-Islam, Allusch, rief seine Männer zum Kampf gegen den IS auf. Kämpfer der Liwa al-Islam hatten nach Angaben der SOHR an den drei Tagen zuvor in heftigen Kämpfen Dschihadisten des IS aus Maydaa, einer Ortschaft der Ghouta-Vororte von Damaskus vertrieben. Dabei seien 14 Dschihadisten getötet worden, nachdem diese zu Beginn der Gefechte 7 Männer hingerichtet hätten, darunter einen Medienaktivisten der Rebellen. Kämpfe mit Toten und Verletzten zwischen Dschihadisten und Rebellenkämpfern dauerten laut SOHR auch in der Provinz Deir ez-Zor und im Norden der Provinz Aleppo im Gebiet der Dörfer Ichtarin und Rai nahe der türkischen Grenze an.
Am 3. Juli nahmen Dschihadisten des IS Syriens bedeutendstes Erdölfeld, das al-Omar-Ölfeld, sowie die beiden letzten Stützpunkte der al-Nusra-Front in der Provinz Deir ez-Zor ein, nachdem lokale Stammesführer dort sich dem IS zur Gefolgschaft verpflichtet hatten. Damit kontrollierte der IS nach Angaben der SOHR praktisch die gesamte Grenzprovinz Deir ez-Zor mit Ausnahme der gleichnamigen Provinzhauptstadt und des Militärflughafens, die weiter unter Kontrolle von Regierungstruppen standen.
Am 4. Juli erklärte der Vertreter der UN-Hochkommissariats für Flüchtlinge (UNHCR) in Jordanien, Andrew Harper, gegenüber afp, dass der Strom von Flüchtlingen aus Syrien weiter anhalte und er einen Anstieg der Zahl, der zu versorgenden Menschen in Jordanien von derzeit 600.000 auf 800.000 bis zum Ende des Jahres erwarte. Er bat die Internationale Gemeinschaft dringend um „großzügige und reale Unterstützung“. Die Dschihadisten des IS nahmen nach Angaben der SOHR die kurdischen Dörfer Zur Maghar und Bayada nahe der türkischen Grenze nach dreitägigen Kämpfen mit kurdischen Kämpfern ein. Syrische Regierungstruppen rückten in den Außenbezirken von Aleppo vor und brachten das Industriegebiet von Scheich Nadschar nach Angaben des staatlichen Fernsehens unter vollständige Kontrolle. Die Luftwaffe flog Angriffe auf von Rebellen kontrollierte Gebiete in den Provinzen Deraa, Aleppo, Damaskus und Idlib.
Am 6. Juli teilte die SOHR mit, dass Dschihadisten des IS zehntausende Menschen aus ihren Häusern in den zuletzt eingenommenen Städten Schuheil, Chascham und Tabieh Dschasira in der Provinz Deir ez-Zor vertrieben habe. Die syrische Luftwaffe griff Ziele in vom IS kontrollierten Orten in den Provinzen Deir ez-Zor und Raqqa an. Im Norden der Provinzen Raqqa und Aleppo dauerten nach Angaben der SOHR Kämpfe zwischen Dschihadisten des IS und Milizen der kurdischen PYD an und forderten auf beiden Seiten Opfer.
Am 7. Juli drangen syrische Regierungstruppen unterstützt von Milizionären der libanesischen Hisbollah im Norden von Aleppo weiter vor und schlossen nach Angaben von Aktivisten die von Rebellen kontrollierten Teile Aleppos bis auf einen nur vier Kilometer breiten nördlichen Korridor ein. An Bord des Spezialschiffes MV Cape Ray der U.S. Navy im Mittelmeer begann nach Angaben eines Sprechers des Pentagons die Zerstörung der syrischen Chemiewaffen.
Am 8. Juli verstärkten nach Angaben der SOHR Rebellen und syrische Regierungstruppen und die mit ihnen verbündete Hisbollah ihre Einheiten in Aleppo. In der Provinz Idlib schloss sich mit der Daoud Brigade eine weitere Rebellengruppe den Dschihadisten des IS an. In Saqba und in Douma wurden nach Angaben der SOHR, zwei Rebellenführer und Gegner des IS, durch Bombenanschläge getötet. Im Norden der Provinz Raqqa kamen laut SOHR bei den Kämpfen mit kurdischen Volksverteidigungseinheiten (YPG) nahe Tal Abyad 9 Dschihadisten des IS ums Leben.
Am 9. Juli wurde bekannt, dass der schwedisch-italienische Diplomat Staffan de Mistura Nachfolger von Lakhdar Brahimi als Beauftragter der UN für Syrien werden soll. Zum Abschluss eines dreitägigen Treffens in Istanbul wählte die Oppositionsallianz Syrische Nationale Koalition den Chefunterhändler während der Genfer Friedensgespräche, Hadi al-Bahra, zu ihrem neuen Präsidenten. Bei einem Überfall auf das Dorf Khattab in der Provinz Hama töteten Rebellen nach Angaben des staatlichen Fernsehens 14 Menschen, darunter sieben Frauen. Bei Angriffen der syrischen Luftwaffe auf ein Trainingscamp des IS in Raqqa wurden nach Angaben der SOHR mindestens 20 Menschen getötet und zahlreiche Fahrzeuge zerstört.
Am 10. Juli teilte die Syrische Beobachtungsstelle für Menschenrechte (SOHR) mit, dass die von ihr registrierte Zahl von Todesopfern des Bürgerkriegs in Syrien mittlerweile rund 171.000 erreicht habe, darunter 56.500 Zivilisten und von diesen etwa 9.000 Kinder. Im Norden des Landes setzten nach Angaben von Aktivisten Dschihadisten des IS ihre Offensive gegen den kurdischen Bezirk Ain al-Arab (Kobanê) im Grenzgebiet zur Türkei fort, nahmen eine Reihe von Dörfern ein und fügten den Kämpfern der kurdischen Volksverteidigungseinheiten (YPG) schwere Verluste zu. Vertreter der kurdischen PYD (Partei der Demokratischen Union) riefen „alle Kurden in der Welt zur Unterstützung auf“.
Am 11. Juli rief die Sprecherin des UNHCR, Melissa Fleming, die Nationen Europas dringend auf, mehr syrische Flüchtlinge aufzunehmen. Die unmittelbaren Nachbarländer Syriens seien mit 2,9 Millionen Flüchtlingen „gesättigt“, während Europa mit 123.600 Asylbewerbern nur einen Bruchteil aufgenommen habe. Dschihadisten des IS gaben in einer Veröffentlichung verbliebenen Rebellen in der Provinzhauptstadt Deir ez-Zor eine Frist von einer Woche, um zu „bereuen“ und ihre Waffen abzugeben. In die vom IS eingenommene Stadt Schuheil kehrten nach Angaben von Aktivisten die ersten der geflüchteten Einwohner zurück. Im Norden der Provinz Aleppo gingen nach Angaben der SOHR die Kämpfe zwischen Dschihadisten des IS und kurdischen Milizionären der YPG weiter. In der Provinz Hama überfielen Kämpfer der al-Nusra-Front Rahdschan, das Heimatdorf des syrischen Verteidigungsministers Freidsch und töteten nach Angaben von Aktivisten 18 Soldaten und Pro-Regierungs-Milizionäre.
Am 13. Juli wurden bei heftigen Gefechten zwischen Milizionären der libanesischen Hisbollah und islamistischen Rebellen vor allem der al-Nusra-Front im syrisch-libanesischen Grenzgebiet nahe der libanesischen Grenzstadt Arsal nach Angaben libanesischer Quellen 7 Kämpfer der Hisbollah und 32 Rebellen getötet, sowie zahlreiche weitere Militante beider Seiten verwundet. Als Reaktion auf verstärkte Angriffe von Dschihadisten des IS auf die kurdische Grenzregion Ain al-Arab (Kobanê) strömten kurdische Kämpfer der PKK aus der Türkei und Camps im Nordirak zur Unterstützung der kurdischen Volksverteidigungseinheiten (YPG) in das Gebiet. Nach Angaben der SOHR hatten die Dschihadisten des IS bei schweren Kämpfen, bei denen am Wochenende auch zwei Kämpfer der PKK getötet wurden, in den vergangenen vierzehn Tagen bereits 10 Dörfer erobert.
Am 14. Juli autorisierte der Sicherheitsrat der Vereinten Nationen einstimmig in einer Resolution die Lieferung von humanitären Hilfsgütern über die vier Grenzübergänge al-Yarubiyah vom Irak, al-Ramtha von Jordanien und Bab al-Salam und Bab al-Hawa von der Türkei aus auch ohne Genehmigung der syrischen Regierung in von Rebellen kontrollierte Gebiete. Nach Angaben der UN waren 10,8 Mio. Menschen in Syrien auf humanitäre Hilfe angewiesen, von denen 4,7 Mio. in bisher nur schwer erreichbaren Gebieten lebten. Dschihadisten des IS marschierten nach Angaben von Aktivisten in den bisher von rivalisierenden Rebellengruppen gehaltenen Teil der Provinzhauptstadt Deir ez-Zor ein. Angehörige der anderen Rebellengruppen flohen oder wurden gefangen genommen. Der Anführer der lokalen Einheiten der al-Nusra-Front wurde laut eines Sprechers des IS hingerichtet. Nach Angaben der SOHR kontrollierte der IS inzwischen 95 % der Provinz Deir al-Zor und mehr als ein Drittel der Fläche Syriens. Im Grenzgebiet zur Türkei bei Ain al-Arab (Kobanê) setzten die Dschihadisten des IS ihre Offensive gegen kurdische Milizen fort.
Am 16. Juli ließ sich Baschar al-Assad im Rahmen einer Zeremonie im Präsidentenpalast für eine dritte siebenjährige Amtszeit vereidigen. Vor seinen versammelten Anhängern erklärte Assad in einer achtzigminütigen Rede seinen „Sieg über den Terrorismus“ und drohte, alle Länder, die die Opposition unterstützten, würden „einen hohen Preis bezahlen müssen“. Nach Angaben der staatlichen Nachrichtenagentur SANA kamen in dessen durch Mörserbeschuss in Damaskus vier Menschen ums Leben, 30 weitere wurden verletzt. Bei Angriffen der syrischen Luftwaffe auf ein Trainingscamp des IS bei Raqqa wurden nach Angaben der SOHR 15 Kämpfer des IS getötet. Weitere Luftschläge mit zahlreichen Toten und Verletzten führte die Luftwaffe laut SOHR gegen das, strategisch bedeutsam an der Straße zwischen Hama und Aleppo gelegene und stark umkämpfte, Dorf Morek, sowie gegen Aleppo und Deraa. Nahe der türkischen Grenze gingen die Kämpfe zwischen Dschihadisten des IS und kurdischen Kämpfern weiter. In der Provinz Deir al-Zor konnte der IS seine Position nach Angaben von Aktivisten weiter konsolidieren durch eine Vereinbarung mit Anführern der al-Nusra-Front und verbündeter Milizen im Dorf Qurieh. Bei Gefechten im Grenzgebiet zwischen der libanesischen Stadt Arsal und dem syrischen Dorf Nahleh wurden nach Informationen aus libanesischen Sicherheitskreisen zwei Milizionäre der libanesischen Hisbollah und zahlreiche Kämpfern der al-Nusra-Front getötet.
Am 17. Juli eroberten Dschihadisten des IS bei einem Überraschungsangriff das Scha'ar-Erdgasfeld von regierungstreuen Verbänden. Nachdem bei den Kämpfen unmittelbar 40 Dschihadisten und zahlreiche Soldaten getötet worden waren, verübten die Dschihadisten im Anschluss nach Angaben der SOHR ein Massaker unter den gefangen genommenen Soldaten, Sicherheitsleuten und Mitarbeitern der Anlage, dem 270 Menschen zum Opfer fielen; 30 gelang es, zum in der Nähe gelegenen Hajjar-Feld zu entkommen. Die Selbstverwaltung der syrischen Kurden führte unter dem Druck der Angriffe von Dschihadisten des IS in ihren drei halbautonomen Gebieten Afrin, Kobani und Jazeera eine sechsmonatige allgemeine Wehrpflicht für alle Männer ein.
Am 18. Juli lieferten sich Dschihadisten des IS und syrische Regierungstruppen nach Angaben der SOHR Kämpfe im Umfeld des Militärflughafens von Deir ez-Zor, der letzten Bastion der Regierung im Osten des Landes. Nach Angaben von libanesischen Sicherheitskreisen hielten im Umfeld der libanesischen Grenzstadt Arsal und dem angrenzenden Teil der Kalamun-Berge Kämpfe zwischen syrischen Rebellen und Milizionären der libanesischen Hisbollah an. Dies erhöhte die Spannungen zwischen der überwiegend sunnitischen Bevölkerung von Arsal und den umliegenden von Schiiten bewohnten und von der Hisbollah kontrollierten Dörfern in der nördlichen Bekaa-Ebene. Nach Arsal hatten sich zehntausende Flüchtlinge aus Syrien in Folge des Feldzuges von syrischen Regierungstruppen und verbündeten Milizen in den Kalamun Bergen im Laufe des vergangenen Jahres geflüchtet, darunter auch zahlreiche Kämpfer. Zwölf internationale Menschenrechtsorganisationen, darunter Amnesty International, Human Rights Watch und Reporter ohne Grenzen, veröffentlichten eine gemeinsame Erklärung, in der sie der syrischen Regierung unter Präsident Assad vorwarfen, ungeachtet seiner nach der Wiederwahl Anfang Juni verkündeten Generalamnestie, zahllose Menschenrechtler, sowie Mitarbeiter von Medien und humanitären Organisationen auch weiterhin unter fragwürdigen Anklagen wie „Schwächung des Nationalgefühls“ in den Gefängnissen festzuhalten. Eine der Organisationen bezifferte die Zahl der seit Beginn des Aufstands gegen Assad im März 2011 Festgenommenen mit mehr als 40.000 Menschen.
Am 19. Juli wurden nach einem Bericht der regierungstreuen syrischen Zeitung al-Watan beim Versuch der Rückeroberung des Scha'ar-Erdgasfeldes durch Regierungstruppen 60 Soldaten getötet. Laut SOHR kamen bei der von der Luftwaffe unterstützten Attacke auf der Gegenseite 40 Dschihadisten des IS ums Leben.
Am 21. Juli erklärten Rebellen, sie hätten nach einer dreiwöchigen Kampagne Dschihadisten des IS aus vier von ihnen kontrollierten Vororten von Damaskus vertrieben. Nach Angaben eines Sprechers der Liwa al-Islam dauerten Kämpfe in al-Hadschar al-Asuad und Qadam an. In der Provinz Aleppo kamen bei einem Angriff der syrischen Luftwaffe auf das vom IS kontrollierte al-Bab zahlreiche Menschen ums Leben oder wurden verletzt, darunter viele Zivilisten. Auch die Kämpfe zwischen Dschihadisten des IS und Milizionären der kurdischen YPG forderten weitere Todesopfer. Neue Gefechte zwischen Rebellen und syrischen Regierungstruppen meldete die SOHR aus Morek in der Provinz Hama und der Provinz Deraa.
Am 22. Juli erklärte die exiloppositionelle Syrische Nationale Koalition (SNC) in einem Statement, sie habe entschieden, die vorläufige Exilregierung unter Ministerpräsident Ahmed Tomeh zu entlassen und binnen eines Monats eine neue Exilregierung zu bestimmen. Die Außenminister der EU dehnten wegen der „gewalttätigen Repression“ der syrischen Regierung gegen die Zivilbevölkerung ihre Liste von Kontensperrungen und Einreiseverboten auf weitere Personen und Institutionen aus, die der syrischen Regierung nahestanden. Hilfsorganisationen der UN baten die internationale Gemeinschaft um Unterstützung für eine Impfkampagne gegen Polio in schwer zugänglichen Gebieten Syriens, wo 765.000 Kinder unter fünf Jahren lebten. Die Durchimpfungsrate sei in Syrien von 99 auf bedenkliche 52 % gesunken. In Jobar, einem östlichen Vorort von Damaskus unter Kontrolle von Rebellen, lieferten sich nach Angaben der SOHR Rebellen und syrische Regierungstruppen unterstützt von regierungstreuen Milizen erbitterte Kämpfe, bei denen auch die syrische Luftwaffe eingesetzt wurde. Rebellen beschossen von der Regierung kontrollierte Teile von Damaskus mit Mörsern und verwundeten dabei nach Angaben der staatlichen Nachrichtenagentur SANA 18 Menschen. Bei einem Angriff der syrischen Luftwaffe auf ein Dorf im Norden der Provinz Aleppo wurden nach Angaben der SOHR sechs Kinder einer Familie getötet.
Am 24. Juli überquerte laut UN-Sprecherin Amanda Pitt erstmals ein Konvoi der Vereinten Nationen bestehend aus neun Lastkraftwagen mit humanitären Hilfsgütern entsprechend einer Resolution des Weltsicherheitsrates vom 14. Juli ohne Zustimmung der syrischen Regierung den Grenzübergang Bab al-Salam um Menschen in von den Rebellen kontrollierten Gebieten zu versorgen. UN-Generalsekretär Ban Ki-moon warf den Kriegsparteien vor, die Verhinderung von humanitärer Hilfe als Mittel der Kriegsführung zu nutzen. Die Zahl solcher Art belagerter Menschen bezifferte er mit 241.000. Dschihadisten des IS griffen in einer koordinierten Aktion Einrichtungen der syrischen Armee in den Provinzen Raqqa, Hassakeh und Aleppo an. Während die Angriffe auf den Militärflugplatz Kuwayris östlich von Aleppo und die Bataillon-111-Basis südlich der Stadt Hassakeh abgewiesen wurden, konnten die Dschihadisten die Basis der Division 17 östlich von Raqqa einnehmen. Die Kämpfe forderten auf beiden Seiten zahlreiche Todesopfer, viele weitere von den Dschihadisten gefangen genommene Regierungssoldaten, darunter ein General, wurden am folgenden Tag hingerichtet. Bei einem Angriff der syrischen Luftwaffe im Grenzgebiet zum Libanon bei Arsal wurden nach Angaben libanesischer Sicherheitskreise bis zu 20 Rebellen getötet.
Am 25. Juli setzten sich nach Angaben der SOHR letzte Regierungstruppen der Division 17 zur nahe gelegenen Basis der Brigade 93 oder in Dörfer ab, deren Einwohner gegen den IS opponieren. Bei Angriffen der syrischen Luftwaffe auf den von Rebellen gehaltenen Teil von Aleppo wurden nach Angaben von Aktivisten 7 Zivilisten getötet. Beim Beschuss des von Regierungstruppen gehaltenen Teils von Aleppo mit Mörsern kamen laut SOHR 15 Zivilisten ums Leben. Rebellen schossen über dem von der syrischen Armee kontrollierten palästinensischen Flüchtlingslager Nairab in der Provinz Aleppo einen Kampfhubschrauber der syrischen Luftwaffe ab.
Am Wochenende des 26. und 27. Juli eroberten syrische Regierungstruppen nach einer Woche das Scha'ar-Erdgasfeld von den Dschihadisten des IS zurück und töteten nach Angaben des staatlichen Fernsehens „Dutzende von Terroristen“. Ein Sprecher des IS erklärte, man habe sich zurückgezogen, nachdem 15 Panzer und zahlreiche Raketen erbeutet wurden und man die Anlagen zerstört habe. Die SOHR teilte im Zusammenhang mit, dass seit Beginn der Attacken von Dschihadisten des IS auf Positionen der Regierungstruppen im Juli mindestens 1.100 Soldaten und Pro-Assad-Milizionäre umgekommen seien. Im Gebiet der Stadt Hassakeh nahmen nach Informationen der SOHR Dschihadisten des IS nach dreitägigen Kämpfen den Militärstützpunkt des Regiments 121 in Maylabieh ein. In der Provinz Aleppo lieferten sich Dschihadisten des IS weitere Kämpfe mit anderen Rebellengruppen und töteten im Dorf Ahmadieh 12 von ihnen. Auch die Gefechte zwischen dem IS und kurdischen Milizionären bei Ain al-Arab (Kobanê) hielten an. In einem Bericht an den Sicherheitsrat der Vereinten Nationen wies der leitende Ermittler der UN zur Untersuchung möglicher Kriegsverbrechen in Syrien, Paulo Pinheiro, darauf hin, dass die Dschihadisten des IS aufgrund ihrer jüngsten Erfolge mehr und mehr Zulauf aus den Reihen anderer islamistischer Rebellengruppen erhielten. In der Provinz Hama eroberten Rebellen die Dörfer Chattab und Rahbeh in der Nähe des Militärflughafens und erbeuteten nach Angaben von Aktivisten umfangreiches Kriegsmaterial. In einem überwiegend von Christen und Alawiten bewohnten Stadtteil von Homs kamen nach Angaben der staatlichen Nachrichtenagentur SANA durch eine Autobombe sieben Menschen ums Leben.
Am 28. Juli beschloss der Sicherheitsrat der Vereinten Nationen einstimmig eine von Russland eingebrachte Resolution, in der allen, die direkt oder indirekt an Geschäften mit Öl aus Feldern in Syrien und dem Irak beteiligt sind, die unter der Kontrolle der terroristischen Gruppen Islamischer Staat und al-Nusra-Front standen, mit Sanktionen gedroht wurde. Durch wechselseitigen Beschuss bzw. Bombardierung der von Regierungstruppen respektive von Rebellen kontrollierten Stadtteile Aleppos kamen nach Angaben der SOHR 15 Zivilisten ums Leben.
In der Nacht zum 29. Juli nahmen Rebellen nach Angaben der SOHR den Kontrollposten Tarabih nördlich von Hama ein und rückten damit bis auf neuen Kilometer an den Militärflughafen von Hama heran. Laut eines Rebellensprechers wurde der Flughafen, der von der syrischen Luftwaffe zum Zusammenbau der sog. Fassbomben genutzt wurde, mit Grad-Raketen beschossen. Durch die Zündung von Sprengladungen in zwei Tunneln unter einem Stützpunkt von Regierungstruppen in der Altstadt von Aleppo töteten islamistische Rebellen nach Angaben der SOHR mindestens 13 Soldaten oder Milizionäre von Pro-Assad-Milizen.
Am 30. Juli forderten schwere Kämpfe zwischen Dschihadisten des IS und kurdischen Milizionären im Gebiet von Ain al-Arab (Kobanê) nach Angaben der SOHR fast 50 Tote und zahlreiche Verwundete. Dabei sei es den kurdischen Kämpfern gelungen, einige wichtige Höhenzüge zu erobern. In der Provinz Deir ez-Zor kam es laut SOHR zu Gefechten zwischen Stammeskämpfern des Schaitat-Stammes und Dschihadisten des IS mit mehreren Todesopfern. In Douma, einem Vorort von Damaskus, wurden durch Artilleriebeschuss von Regierungstruppen auf einem Gemüsemarkt nach Angaben der SOHR 12, nach Angaben lokaler Aktivisten 18 Menschen getötet. In einem überwiegend von Alawiten bewohnten Quartier von Homs wurden nach Angaben syrischer Staatsmedien 2 Menschen Opfer eines Autobombenattentats.
Am 31. Juli nahmen Soldaten der libanesischen Armee nach Angaben der libanesischen Nachrichtenagentur LNNA im Gebiet der Grenzstadt Arsal wiederum 6 Syrer wegen vermuteter Zugehörigkeit zu bewaffneten syrischen Rebellengruppen fest, nachdem bereits am Vortag 8 Syrer gefangen genommen worden waren.

## August
Am 1. August gab die SOHR die Zahl von 5.340 Opfern des Bürgerkrieges für den abgelaufenen Monat Juli an. Bei Kämpfen in den Kalamun-Bergen reklamierten Rebellen nach Angaben von Aktivisten den Abschuss eines Flugzeugs der syrischen Luftwaffe. Auch die staatliche Nachrichtenagentur SANA bestätigte die Kämpfe, machte aber keine Angaben zu Verlusten. In Aleppo erzielten islamistische Milizen nach Angaben der SOHR Geländegewinne im Vorort Dahiet al-Assad und nahe der Militärakademie. Mindestens fünf Rebellen seien bei den Gefechten getötet worden. Im Damaszener Vorort Jobar töteten Rebellen bei der Abwehr eines Angriffs nach Angaben oppositioneller Medienaktivisten bis zu 30 Soldaten der Regierungsseite. In der östlichen Provinz Deir ez-Zor zogen die Dschihadisten des IS nach Angaben der SOHR nach Gefechten mit Kämpfern des Schaitat-Stammes aus mehreren Dörfern ab. Laut SOHR waren bei den Schießereien 9 Dschihadisten getötet worden. Nach einem Treffen mit Medienaktivisten in Deir ez-Zor verkündete der IS eine strenge Medienzensur. Alle Bilder, Videos und Berichte müssten künftig einem „Informationsbüro“ des IS vorgelegt werden. Die Zusammenarbeit mit ausländischen Fernsehsendern sei ab sofort verboten.
Am 2. August wurden bei anhaltenden Kämpfen in den Ausläufern der Kalamun-Berge im Grenzgebiet zum Libanon nach Angaben der SOHR 20 Regierungssoldaten sowie zwei Kämpfer der libanesischen Hisbollah und zahlreiche Angehörige islamistischer Rebellengruppen, darunter der al-Nusra-Front, getötet. Nachdem die libanesische Armee im Gebiet von Arsal den Anführer einer islamistischen Rebellenmiliz festgenommen hatte, besetzten dessen Anhänger die Stadt, stürmten die Polizeistation und nahmen Angehörige libanesischer Sicherheitskräfte als Geiseln. Als die libanesische Armee gegen die Militanten vorging, begannen heftige Kämpfe, die nach Angaben libanesischer Sicherheitsquellen acht libanesische Soldaten, elf Rebellen und drei Zivilisten das Leben kosteten (siehe Aufstand in Arsal).
Am 3. August wurden bei Angriffen der syrischen Luftwaffe auf Douma und Kfar Batna, zwei von Rebellen kontrollierte Vororte von Damaskus, 32 Menschen getötet und zahlreiche weitere verwundet. Durch Beschuss mit Mörsergranaten töteten Rebellen im Gegenzug in von der Regierung kontrollierten Stadtteilen von Damaskus nach Angaben der staatlichen Nachrichtenagentur SANA 12 Menschen und verletzten 23 weitere. In einer gemeinsamen Erklärung kündigten 18 verschiedene Rebellengruppen an, sich binnen 45 Tagen unter einem „Revolutionären Kommandorat“ zusammenzuschließen. Zu den Rebellengruppen gehörten führende Einheiten der Freien Syrischen Armee (FSA) wie die Hazm Bewegung und die Syrische Rebellenfront ebenso, wie Mitglieder der Islamischen Front wie die Suqor al-Scham und die Dschaisch al-Islam (Syrien). Nicht Bestandteil waren dagegen die islamistische Ahrar al-Scham und die al-Nusra-Front. Im Gebiet von Arsal gingen die Kämpfe zwischen islamistischen syrischen Rebellen und Einheiten der libanesischen Armee weiter.
Am 4. August machte die libanesische Armee Fortschritte bei der Rückeroberung der Grenzstadt Arsal von islamistischen syrischen Rebellen. Die syrische Luftwaffe flog Angriffe auf Rebellen in der Umgebung von Arsal. Kämpfer der kurdischen PYD überschritten nach eigenen Angaben die Grenze zum Irak, um irakische Kurden bei der Abwehr einer am Wochenende gestarteten Offensive des IS in den Regionen Sindschar und Rabia zu unterstützen.
Am 5. August handelten libanesische Armee und syrische Militanten im Gebiet von Arsal unter Vermittlung eines Komitees muslimischer Geistlicher einen ersten Waffenstillstand aus, der allerdings nach wenigen Stunden wieder zusammenbrach. In der Provinz Deir ez-Zor begannen Dschihadisten des IS nach Angaben der SOHR eine Reihe von grausamen Strafaktionen gegen aufständische Dörfer. In der Provinzhauptstadt Deir ez-Zor lieferten sich die Dschihadisten des IS Gefechte mit syrischen Regierungstruppen. Die syrische Luftwaffe griff nach Informationen der SOHR mehrere Ziele im vom IS kontrollierten Gebiet an. Neuerliche Kämpfe lieferten sich die Dschihadisten des IS mit kurdischen Milizionären der YPG nach Angaben von Aktivisten in Hassakeh und bei Ras al-Ain. In Kämpfen zwischen syrischen Regierungstruppen und Rebellen meldeten Regierungstruppen Erfolge bei Aleppo, während Rebellen nach Angaben von Medienaktivisten eine Blockade der Regierungstruppen um Mleiha, einen strategisch bedeutsamen Vorort von Damaskus brechen konnten. In von der Regierung kontrollierten Stadtteilen von Damaskus kamen nach Angaben der SOHR drei Menschen durch Mörserbeschuss ums Leben.
In der Nacht auf den 6. August wurden nach Angaben der SOHR in von der Regierung kontrollierten Stadtteilen von Damaskus durch Mörserbeschuss 16 Menschen, darunter zwei Kinder, getötet und 79 weitere verletzt. Ein Sprecher einer islamistischen Miliz erklärte gegenüber der all4syria Nachrichten-Website, es handele sich um eine Vergeltung für den Beschuss der Vororte Kfar Batna und Douma vom Wochenende, bei dem mindestens 64 Menschen, darunter elf Kinder, umgekommen seien. Im Gebiet von Arsal wurden die Kämpfe zwischen libanesischer Armee und Militanten durch eine neuerliche Waffenstillstandsvereinbarung und den Abzug der islamistischen Rebellen aus der Stadt weitgehend beendet.
Am 7. August überrannten Dschihadisten des IS nach Angaben der SOHR mit der Basis der 93. Brigade den vorletzten Stützpunkt von syrischen Regierungstruppen in der Provinz Raqqa. Nachdem zunächst 3 Selbstmordattentäter mit Autobomben den Weg in die Anlage geöffnet hätten, seien bei den nachfolgenden Kämpfen auf beiden Seiten dutzende Menschen getötet worden. Im Gebiet des nunmehr letzten verbliebenen Stützpunktes der Regierungsarmee in der Provinz, des Militärflughafens Tabqa nördlich der Provinzhauptstadt Raqqa, flog die syrische Luftwaffe nach Angaben der SOHR Luftangriffe.
Am Wochenende 9./10. August wurden nach Angaben der SOHR bei Angriffen der syrischen Luftwaffe auf die vom IS kontrollierten Orte Raqqa und Mohassan mindestens 17 Zivilisten getötet und weitere 23 verletzt. Die Dschihadisten des IS setzten laut SOHR ihren Feldzug gegen Dörfer des al-Schaitat-Stammes in der Provinz Deir ez-Zor fort und lieferten sich Gefechte mit Milizionären der kurdischen YPG in der Provinz Hassakeh. Im Raum Aleppo starben laut SOHR durch den Abwurf sog. Fassbomben durch die syrische Luftwaffe auf von Rebellen kontrolliertes Gebiet 13 Menschen und 17 wurden verletzt. Durch Raketenbeschuss der Rebellen wurden im von der Regierung kontrollierten Teil Aleppos 3 Menschen getötet und ein Dutzend weitere verwundet.
Am 11. August teilte die SOHR mit, dass ein Aufstand von Angehörigen des al-Schaitat-Stammes in mehreren Dörfern der Provinz Deir ez-Zor in den vergangenen Tagen von Dschihadisten des IS blutig niedergeschlagen worden sei. Zwei Personen seien gekreuzigt, 23 weitere enthauptet oder erschossen worden. Durch einen neuerlichen Angriff der syrischen Luftwaffe mit sog. Fassbomben auf Aleppo wurden nach Informationen der SOHR im Stadtteil Bab al-Neirab wiederum zehn Zivilisten getötet.
Bis zum 13. August eroberten Dschihadisten des IS nach Angaben der SOHR weitere Orte und Dörfer, darunter die von Turkmenen bewohnten Orte Bareh und Achtarin, im Nordosten der Provinz Aleppo entlang der Grenze zur Türkei von anderen islamistischen Rebellengruppen. Laut SOHR wurden bei den Kämpfen mindestens 40 Militante getötet. Die SOHR berichtete auch von weiteren Kämpfen zwischen Regierungstruppen und Dschihadisten des IS im Gebiet des Militärflughafens nördlich von Raqqa.
Am 14. August eroberten syrische Regierungstruppen unterstützt von verbündeten Milizionären der libanesischen Hisbollah den strategisch bedeutsam an der Straße zum Flughafen von Damaskus gelegenen Vorort Mleiha von Rebellenkämpfern.
Am 15. August beschloss der UN-Sicherheitsrat auf Antrag Großbritanniens eine für alle Staaten bindende Resolution nach Kapitel 7 der UN-Charta, die jedem der den IS oder die al-Nusra-Front mit Finanzmitteln, durch Rekrutierung von Kämpfern oder Waffenhilfe unterstützte, Sanktionen androhte und 6 namentlich genannte Mitglieder der Organisationen auf eine „schwarze Liste“ setzte. Im von Rebellen kontrollierten Ort Namar in der Provinz Deraa wurden bei einem Autobombenanschlag vor einer Moschee nach Angaben der SOHR mindestens 14 Menschen getötet. Beim Abwurf von sog. Fassbomben durch die syrische Luftwaffe auf Aleppo wurden laut SOHR erneut 10 Menschen getötet. Im Grenzgebiet zur Türkei nahmen Dschihadisten des IS mit Baghaydin ein weiteres Dorf ein.
Am 16. August erklärte die Syrische Beobachtungsstelle für Menschenrechte (SOHR), ihr lägen glaubwürdige Berichte vor, wonach Dschihadisten des IS bei der Niederschlagung eines Aufstandes des al-Schaitaat-Stammes in der Provinz Deir al-Zor innerhalb der vergangenen zwei Wochen bis zu 700 Menschen hingerichtet hätten. Im Norden der Provinz Aleppo setzten die Dschihadisten des IS nach Angaben von Aktivisten mit der Einnahme dreier weiterer Dörfer ihren Vormarsch auf die Rebellenhochburg Marea fort.
Am 17. August steigerte die syrische Luftwaffe nach Angaben von Aktivisten die Zahl ihrer Angriffe auf Positionen des IS, zuvorderst die Stadt Raqqa, auf mehr als zwei Dutzend. Nach Angaben der SOHR kamen dabei mindestens 31 Dschihadisten und 8 Zivilisten ums Leben, zahlreiche weitere wurden verwundet. Insgesamt flog die syrische Luftwaffe laut SOHR am Wochenende landesweit 122 Einsätze, davon 43 gegen Stellungen des IS.
Am 18. August setzte die syrische Luftwaffe nach Angaben von Einwohnern ihre Kampagne gegen die Stadt Raqqa und die Umgebung, insbesondere das Umfeld des letzten Stützpunktes der syrischen Regierungstruppen in der Provinz, des Militärflughafens Tabqa, fort. Dort kam es laut SOHR auch zu Bodenkämpfen zwischen Regierungstruppen und den Dschihadisten des IS um zwei Dörfer. In der Stadt Raqqa wurde bei einem Luftangriff das Wasserwerk zerstört. In der Provinz Aleppo wurden bei einem Angriff der syrischen Luftwaffe auf den Ort Manbij acht Menschen getötet und zahllose weitere verletzt. In der Provinz Hama, wo in den Wochen zuvor Rebellen auf den Militärflughafen nahe der Provinzhauptstadt vorgerückt waren, kam nach Angaben der SOHR beim Absturz eines Militärflugzeugs der Pilot ums Leben. Zu weiteren heftigen Gefechten zwischen Rebellen und regierungstreuen Kräften kam es nach Angaben von Aktivisten in der Stadt Morek und in den Kalamun-Bergen. Für Qadam, einen südlichen Bezirk von Damaskus, wurde nach Angaben der staatlichen Nachrichtenagentur SANA eine lokale Waffenstillstandsvereinbarung zwischen Rebellen und der Regierungsseite getroffen. Eine Sprecherin des Pentagon teilte mit, dass das amerikanische Spezialschiff USS Cape Ray die Neutralisation der gefährlichsten auf Druck der internationalen Gemeinschaft von der syrischen Regierung ausgelieferten chemischen Waffen abgeschlossen habe. Die Reste würden jetzt in Deutschland und Finnland in Spezialeinrichtungen vernichtet.
Am 19. August veröffentlichte der IS ein Video, das die Enthauptung des US-amerikanischen Journalisten James Foley zeigte. Foley war im November 2012 in Syrien entführt worden war. Der Mord wurde vor dem Hintergrund von Bildern der US-Luftangriffe auf IS-Stellungen im Irak als Reaktion auf die „amerikanische Aggression gegen den Islamischen Staat“ bezeichnet. Zugleich wurde die Hinrichtung weiterer Geiseln, darunter des Journalisten Steven Sotloff, angedroht. Die SOHR gab bekannt, dass nach ihren Erkenntnissen der IS im vergangenen Juli mehr als 6.000 neue Kämpfer rekrutieren konnte, von denen rund 1.000 aus dem Ausland gekommen seien und die übrigen aus Syrien.
Am 20. August nahmen Dschihadisten des IS den Militärflughafen Tabqa in der Provinz Raqqa mit Raketen und Panzern unter Beschuss und eröffneten damit nach Einschätzung von Aktivisten die erwartete Offensive auf diesen letzten Stützpunkt der Regierungstruppen in der Provinz. Die syrische Luftwaffe bombardierte vermutete Stellungen des IS im Gebiet. Sprecher der U.S. Regierung bestätigten Medienberichte, dass früher im Sommer 2014 U.S. Spezialeinheiten im Rahmen einer Kommandoaktion versucht hätten, amerikanische Geiseln aus Händen des IS zu befreien, diese am vom Geheimdienst ermittelten Ort aber nicht mehr angetroffen hätten.
Am 21. August teilte die SOHR mit, dass nach ihr vorliegenden Belegen die Zahl der Todesopfer des Bürgerkrieges in Syrien die Zahl von 180.000 Menschen überschritten habe. Da aber alle beteiligten Parteien versuchten, die Zahl der eigenen Verluste geheim zu halten, könne die tatsächliche Zahl noch um bis zu 70.000 höher sein. Dschihadisten des IS berannten nach Angaben von Aktivisten ungeachtet großer Verluste weiter den Militärflughafen Tabqa.
Auch am 22. August dauerten die erbitterten Kämpfe um den letzten Stützpunkt von syrischen Regierungstruppen in der Provinz Raqqa, den Militärflughafen Tabqa, an. In der Nacht hatten die syrischen Streitkräfte nach Angaben von Aktivisten Verstärkungen mit Helikoptern eingeflogen. Die SOHR gab die Zahl der bei den Kämpfen in den letzten Tagen gefallenen Dschihadisten mit mindestens 70 an. Heftige Gefechte lieferten sich Dschihadisten des IS und Milizen der kurdischen YPG nach Angaben der SOHR in der Provinz Hassakeh im Gebiet des Grenzübergangs Yaaroubieh. Kämpfe zwischen Regierungstruppen und Rebellen wurden von Aktivisten wieder aus Aleppo und der Umgebung von Damaskus gemeldet. Durch Mörserbeschuss wurden laut SOHR in der Innenstadt von Damaskus vier Menschen getötet. In einer Erklärung behauptete die Syrische Nationale Koalition (SNC), dass bei Kämpfen in den Kalamun-Bergen im Grenzgebiet zu Libanon 15 Angehörige der Hisbollah-Miliz getötet worden seien. Die Hohe Kommissarin der Vereinten Nationen für Menschenrechte (UNHCHR), Navi Pillay, bezifferte die Zahl der Todesopfer des syrischen Bürgerkrieges in einem Report mit mehr als 191.000, darunter mehr als 2.000 Kinder unter neun Jahren.
Am 23. August setzten die Dschihadisten des IS ihren Angriff auf den Militärflughafen Tabqa fort und lieferten sich mit den syrischen Regierungstruppen schwere Kämpfe unter Einsatz aller auf beiden Seiten verfügbaren Waffen, darunter auch der syrischen Luftwaffe.
Am 24. August eroberten Dschihadisten des IS den Militärflughafen Tabqa und damit den letzten Stützpunkt syrischer Regierungstruppen in der Provinz Raqqa. Die SOHR bezifferte die Zahl der Opfer der einwöchigen Kämpfe auf mehr als 500, darunter rd. 350 Militante des IS und mehr als 150 Regierungssoldaten. Eine gleich große Zahl Regierungssoldaten sei von den Dschihadisten gefangen genommen worden. Zugleich zogen sich IS-Einheiten aus Gebieten nördlich von Homs zurück und überließen ihre Positionen dort Kämpfern der al-Nusra-Front. Im Gebiet der Golanhöhen ließen Mitglieder der al-Nusra-Front auf Vermittlung Katars den U.S. Journalisten Peter Theo Curtis, der 2012 in Syrien entführt worden war, frei und übergaben ihn den UN-Friedenstruppen im Dorf Al Rafid.

## September

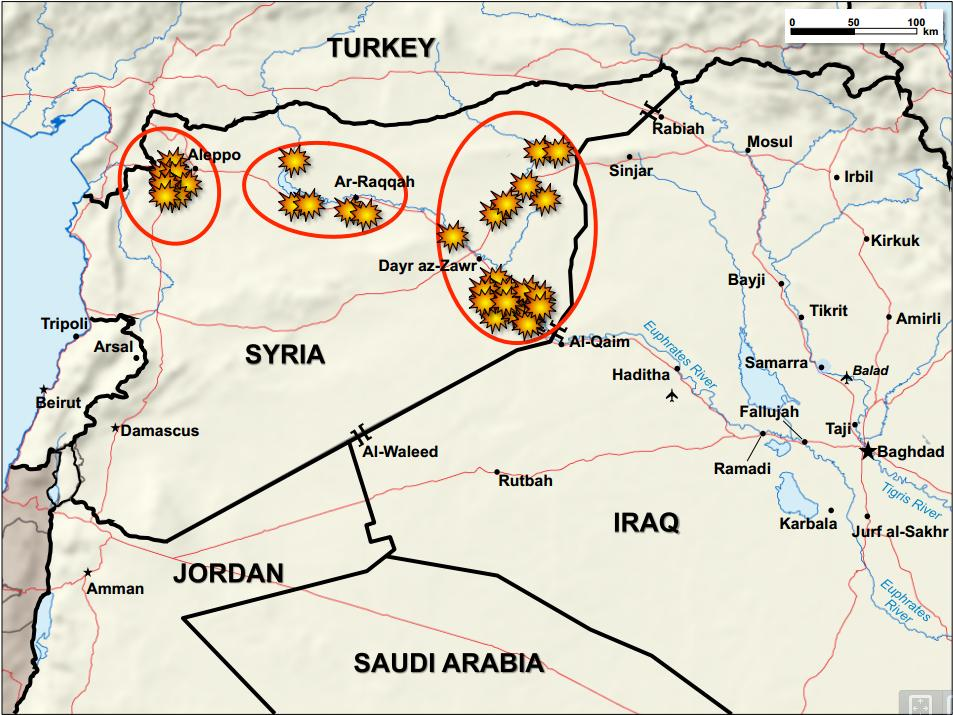
Karte der Luftangriffe der Koalition am 23. September 2014

Ab September 2014 wurde der Bürgerkrieg medial vorrangig durch den Kampf um Kobanê und die Luftangriffe der Koalition um die Vereinigten Staaten auf verschiedene Stellungen des IS geprägt.
Am 2. September wurde ein IS-Video veröffentlicht, das die Enthauptung des US-amerikanischen Journalisten Steven Sotloff zeigte. Am 13. September folgte ein IS-Video mit der Enthauptung des britischen Entwicklungshelfers David Haines.
Am 15. September zog sich die Uno Schutztruppe wegen der verschlechterten Sicherheitslage aus der Pufferzone auf den Golanhöhen zurück.

## Oktober
Am 2. Oktober drangen IS-Kämpfer trotz heftigen Luftangriffen, von drei Seiten auf die Stadt Kobanê vor und konnten im Westen Geländegewinne verzeichnen.
Am 3. Oktober zeigte ein IS-Video die Enthauptung des britischen Entwicklungshelfers Alan Henning. In Kobanê war der IS weiter auf dem Vormarsch. Schwere Gefechte wurden auch aus Hama und Aleppo berichtet.
Am 6. Oktober berichteten Aktivisten, die Dschihadistenmiliz IS habe bereits drei Stadtteile im Osten von Kobanê erobert. Dabei sind sie mit Panzern und Autobomben vorgerückt. Die kurdische Mediengruppe meldete zudem heftige Straßen- und Häuserkämpfe. Bei Selbstmordanschlägen auf beiden Seiten wurden in der Stadt Hassaka mindestens 30 YPG-Kämpfer getötet. Zu den Verlusten bei dem IS wurden keine Angaben gemacht.
Am 7. Oktober wurden 2 Zivilisten auf türkischer Seite verletzt, als eine Granate aus Syrien in ihr Haus einschlug.
Am 10. Oktober eroberte die Dschihadistenmiliz Islamischer Staat laut der SOHR das Hauptquartier der YPG in Kobanê. Damit kontrollieren sie bis jetzt 40 % der Stadt. Unterdessen forderte der UN-Sondergesandte für Syrien die Türkei auf, kurdische Freiwillige zur Verteidigung Kobanês über die Grenze zu lassen.
Am 20. Oktober gab der türkische Außenminister Mevlüt Cavusoglu bekannt, dass man Peschmerga-Kämpfern aus dem Nordirak die Einreise nach dem noch immer umkämpften Kobanê erlauben wolle. Zugleich schloss er aber jegliche direkte Unterstützung der Kurdenmilizen aus, da diese in der Türkei als Terrororganisationen angesehen werden. Ungeachtet dieser Aussagen warfen amerikanische Transportflugzeuge vom Typ C-130 mehrere Ladungen Waffen, Munition und medizinische Güter zur Unterstützung der Kurden über der Stadt Kobanê ab.

## November

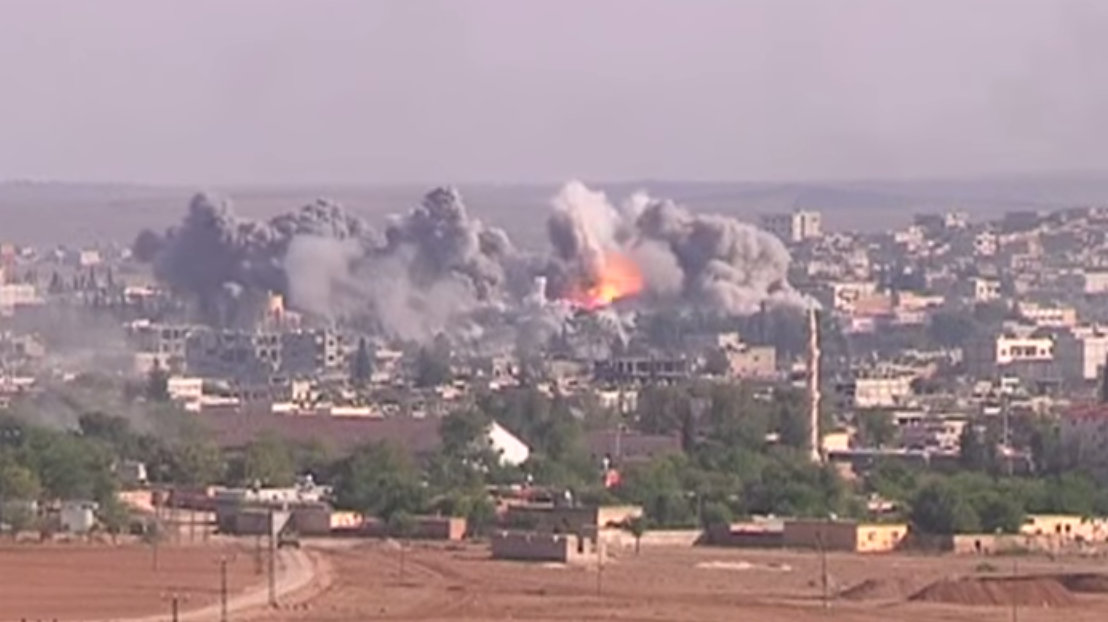
Angriffe der Koalition auf Stellungen des Islamischen Staates (IS) in Ain al-Arab (Kobane) im November 2014

Am 7. November starben bei Gefechten nahe den von Israel besetzten Golanhöhen 26 Syrische Soldaten und 14 Aufständische. Am 9. November vermeldete die al-Nusra-Front die Einnahme der Stadt Nawa.
Am 16. November wurde ein Video des Islamischen Staates (IS) veröffentlicht, das die Enthauptung von 22 syrischen Soldaten zeigte und die Ermordung des US-amerikanischen Entwicklungshelfers Peter Kassig belegte.
Am 18. November meldeten türkischen Medien, dass sich die Freie Syrischen Armee (FSA) aus der Stadt Aleppo zurückgezogen habe. Vorausgegangen war ein Dauerbombardement auf FSA-Stellungen seitens der syrischen Armee.
Das Scha'ar-Erdgasfeld bei Homs war erneut umkämpft, die syrische Armee konnte es gegen den IS verteidigen. In Kobanê konnten kurdische Kämpfer Teile der Stadt zurückerobern.

## Dezember
In Deir ez-Zor konnte die syrische Armee eine IS-Offensive auf den Militärflughafen abwehren. Regierungstruppen bombardierten zudem die vom IS gehaltenen Städte al-Bab und Qabaseen, u. a. mit Fassbomben. In Kobanê kontrollierten die Kurden wieder größere Teile der Stadt.
Die strategisch wichtige Militärbasis Wadi al-Deif und die Militärbasis Hamidijeh wurden von der Al-Nusra-Front nach zweijähriger Belagerung eingenommen – unter Einsatz von schweren Waffen, die sie vorher der vom Westen unterstützten Syrischen Revolutionsfront abgenommen hatte. Die Al-Nusra-Front soll 120 Regierungssoldaten gefangen genommen haben.
Afrin (Stadt bzw. Bezirk mit kurdischer Bevölkerungsmehrheit nördlich von Aleppo): Die Türkei hält die Grenze zu Afrin gesperrt. Im Süden wird die kurdische Enklave von der Nusra-Front bedroht. Im Osten ist die Islamische Front ein Puffer gegen den IS. Die Islamische Front hat dem IS die Grenzstadt Aʿzāz (Azaz) abgenommen. Die Islamische Front lässt einen Grenzverkehr der Kurden über Aʿzāz in die Türkei zu. Nach Ansicht von Sulaiman Dschaafar, Leiter des Ressorts für Auswärtige Beziehungen in Afrin, hält die Türkei die Grenze geschlossen, um die Kurden zu schwächen und unterstützt die Nusra-Front, um Assad zu bekämpfen.